# AKB48の出演一覧
AKB48の出演一覧（エーケービーフォーティーエイトのしゅつえんいちらん）は、日本の女性アイドルグループ・AKB48が主催・客演するイベントへの出演およびメディア出演の一覧記事である。AKB48が出演するコンサート・ライブイベントについては、「AKB48のコンサート一覧」に記載されている。また、AKB48グループとしての出演については、この記事でのみ扱っている場合がある。メンバー個人のメディア出演については各メンバーの記事を参照。

## イベント

### 主要イベント
- AKB48メンバーと行く「花やしき」ツアー（2006年7月23日）
- AKB48選抜総選挙
  - AKB48 13thシングル 選抜総選挙 開票イベント「神様に誓ってガチです」（2009年7月8日、赤坂BLITZ） - AKB48・SKE48
  - AKB48 17thシングル 選抜総選挙 開票イベント「母さんに誓って、ガチです」（2010年6月9日、JCBホール） - AKB48・SKE48
  - AKB48 22ndシングル 選抜総選挙 開票イベント「今年もガチです」（2011年6月9日、日本武道館） - AKB48・SKE48・NMB48
  - AKB48 27thシングル 選抜総選挙 〜ファンが選ぶ64議席〜 開票イベント（2012年6月6日、日本武道館） - AKB48・SKE48・NMB48・HKT48
  - AKB48 32ndシングル 選抜総選挙 〜夢は一人じゃ見られない〜 開票イベント（2013年6月8日、日産スタジアム） - AKB48・SKE48・NMB48・HKT48・JKT48・SNH48・AKB48/SDN48卒業メンバー
  - AKB48 37thシングル 選抜総選挙 夢の現在地〜ライバルはどこだ?〜 開票イベント（2014年6月7日、味の素スタジアム） - AKB48・SKE48・NMB48・HKT48・JKT48・SNH48
  - AKB48 41stシングル 選抜総選挙 〜順位予想不可能、大荒れの一夜〜 開票イベント（2015年6月6日、福岡 ヤフオク!ドーム） - AKB48・SKE48・NMB48・HKT48・NGT48・SNH48
  - AKB48 45thシングル 選抜総選挙 〜僕たちは誰について行けばいい?〜 開票イベント（2016年6月18日、新潟県立鳥屋野潟公園野球場〈HARD OFF ECOスタジアム新潟〉） - AKB48・SKE48・NMB48・HKT48・NGT48
  - AKB48 49thシングル 選抜総選挙 〜まずは戦おう!話はそれからだ〜 開票イベント（2017年6月17日、豊見城市立中央公民館） - AKB48・SKE48・NMB48・HKT48・NGT48・STU48・BNK48[1]
  - AKB48 53rdシングル 世界選抜総選挙 〜世界のセンターは誰だ?〜 開票イベント（2018年6月16日、ナゴヤドーム） - AKB48・SKE48・NMB48・HKT48・NGT48・STU48・BNK48・TPE48[2]
- AKB48大運動会
  - AKB48 チーム対抗大運動会〜絆よ 永遠に〜（2009年10月10日、幕張メッセイベントホール）
  - 第2回 AKB48大運動会（2015年5月9日、有明コロシアム）[3]
- 週刊AKB「大縄跳び大会」（2010年6月6日、TMC） - 研究生を含む全員（篠田麻里子を除く）
- AKB48シングル選抜じゃんけん大会 / AKB48グループじゃんけん大会
  - AKB48 19thシングル選抜じゃんけん大会（2010年9月21日、日本武道館）
  - AKB48 24thシングル選抜じゃんけん大会（2011年9月20日、日本武道館） - AKB48・SKE48・NMB48
  - AKB48 29thシングル選抜じゃんけん大会（2012年9月18日、日本武道館） - AKB48・SKE48・NMB48・HKT48
  - AKB48 34thシングル選抜じゃんけん大会（2013年9月18日、日本武道館） - AKB48・SKE48・NMB48・HKT48・JKT48
  - AKB48グループ・じゃんけん大会2014 〜拳で勝ち取れ!1/300ソロデビュー争奪戦〜（2014年9月17日、日本武道館） - AKB48・SKE48・NMB48・HKT48・SNH48
  - 第6回AKB48グループ ソロシングル争奪じゃんけん大会in横浜アリーナ〜こんなところで、運なんか使っちゃうのかと思うかもしれないが、とりあえず、勝たなきゃしょうがないだろ?〜（2015年9月16日、横浜アリーナ） - AKB48・SKE48・NMB48・HKT48・NGT48・SNH48[4]
  - AKB48グループ ユニットシングル争奪じゃんけん大会in神戸ワールド記念ホール（2016年10月10日、ワールド記念ホール） - AKB48・SKE48・NMB48・HKT48・NGT48・JKT48[5]
  - AKB48グループ ユニットじゃんけん大会2017〜絆は拳から生まれる!〜（2017年9月24日、日本ガイシホール） - AKB48・SKE48・NMB48・HKT48・NGT48・STU48[6]
  - AKB48グループ 第2回ユニットじゃんけん大会〜空気を読むな、心を読め!〜（2018年9月23日、片柳アリーナ） - AKB48・SKE48・NMB48・HKT48・NGT48・STU48
- 「誰かのために」プロジェクト
  - 東日本大震災被災者応援「誰かのために」プロジェクト・チャリティーイベント（2011年3月26日・3月27日、横浜アリーナ）[注釈 1]
  - 「誰かのために」プロジェクト・東日本大震災復興支援ミニライブ（2011年5月から毎月1回程度） - 日程・場所・参加メンバー（姉妹グループ含む）すべて不定。
- AKB48グループ ドラフト会議
  - AKB48グループ ドラフト会議（2013年11月10日、グランドプリンスホテル新高輪） - AKB48・SKE48・NMB48・HKT48
  - 第2回 AKB48グループ ドラフト会議（2015年5月10日、有明コロシアム） - AKB48・SKE48・NMB48・HKT48・NGT48
  - 第3回AKB48グループドラフト会議（2018年1月21日、TOKYO DOME CITY HALL） - AKB48・SKE48・NMB48・HKT48・NGT48・STU48[9]
- AKB48グループ 夏祭り（2014年8月8日 - 10日、幕張メッセ） - AKB48・SKE48・NMB48・HKT48
- AKB48グループ チーム対抗大運動会
  - 第1回AKB48グループ対抗 大運動会（2015年8月25日、東京ドーム） - AKB48・SKE48・NMB48・HKT48[10]
  - 第2回AKB48グループ チーム対抗大運動会（2016年8月6日、さいたまスーパーアリーナ） - AKB48・SKE48・NMB48・HKT48・NGT48[11]
- AKB48劇場オープン10周年記念祭（2015年12月6日、ザ・プリンス パークタワー東京）[12]
- 豆腐プロレス The REAL
  - 豆腐プロレス The REAL 2017 WIP CLIMAX in 後楽園ホール（2017年8月29日、後楽園ホール） - AKB48・SKE48・NMB48・HKT48・NGT48[13]
  - 豆腐プロレス The REAL 2018 WIP QUEENDOM in 愛知県体育館（2018年2月23日、愛知県体育館） - AKB48・SKE48・NMB48・NGT48
- AKB48グループ センター試験（2018年3月10日、幕張メッセ・名古屋コンベンションホール・TKP名古屋栄カンファレンスセンター・マイドームおおさか・神戸ファッションマート・南近代ビル貸会議室〈福岡〉・パストラル長岡・NSGスクエア・ワークピア広島・ホテル広島ガーデンパレス / ジャカルタ・バンコク・台北某所） - AKB48・SKE48・NMB48・HKT48・NGT48・STU48・JKT48・BNK48・TPE48[14][15]
- AKB48グループ歌唱力No.1決定戦
  - AKB48グループ歌唱力No.1決定戦 - AKB48・SKE48・NMB48・HKT48・NGT48・STU48[16]
    - 予選（事前収録した歌唱VTR審査の模様をTBSチャンネル1で生放送） - 立候補メンバー155人・決勝大会進出21人[17]
    - 決勝大会（2019年1月11日、TBS赤坂ACTシアター）[18]
    - ファイナリストLIVE（2019年3月25日、豊洲PIT） - 矢作萌夏・岡田奈々・横山結衣・小田えりな[19]

  - 第2回AKB48グループ歌唱力No.1決定戦 - AKB48・SKE48・NMB48・HKT48・NGT48・STU48[20]
    - 予選 - 立候補メンバー135人・決勝大会進出20人[21]
    - 決勝大会（2019年10月31日、TBS赤坂ACTシアター）[22]
    - ファイナリストLIVE（2020年2月4日、舞浜アンフィシアター） - 矢作萌・岡田奈[23][24]

  - 第3回AKB48グループ歌唱力No.1決定戦 - AKB48・SKE48・NMB48・HKT48・NGT48・STU48[25]
    - 予選 - 立候補メンバー134人・決勝大会進出20人[26][27]
    - 決勝大会（2020年12月1日、TBS赤坂ACTシアター）[28]
    - ファイナリストLIVE（2021年3月26日、舞浜アンフィシアター） - 岡田奈[29]

  - 第4回AKB48グループ歌唱力No.1決定戦 - AKB48・SKE48・NMB48・HKT48・NGT48・STU48[30]
    - 予選 - 立候補メンバー92人・決勝大会進出20人[31]
    - 決勝大会（2022年1月12日、舞浜アンフィシアター）[32]
    - ファイナリストLIVE（2022年8月31日、立川ステージガーデン） - 岡田奈・村山彩希[33][34]

  - 第5回AKB48グループ歌唱力No.1決定戦 - AKB48・SKE48・NMB48・HKT48・NGT48・STU48[35]
    - 予選[36][37]
      - 個人戦 - 立候補メンバー100人・決勝大会進出20人
      - ユニット戦 - エントリー14組・決勝大会進出8組

    - 決勝大会（ユニット戦：2023年3月2日 / 個人戦：3月3日、日本青年館ホール）[36][38][39]
    - ファイナリストLIVE（2023年7月25日、立川ステージガーデン） - 浅井七海・村山・田口愛佳[40][41]

  - 第6回AKB48グループ歌唱力No.1決定戦 - AKB48・SKE48・NMB48・HKT48・NGT48・STU48・日本国外姉妹グループ[42][43]
    - 予選 - エントリーメンバー（日本国内：100人、日本国外：35人）・決勝大会進出20人[42][43][44]
    - 決勝大会（2024年7月23日、立川ステージガーデン）[43][45]
    - ファイナリストLIVE（2025年2月18日、立川ステージガーデン） - 村山・田口[45][46]
- AKB48 e運動会 〜離れて強くなったもの、は本物。〜（2020年11月23日、OPENREC.tv） - AKB48[47][48]
- AKB48 THE AUDISHOW（2021年6月10日 - 13日、TOKYO DOME CITY HALL） - AKB48[49]
- AKB48天下一HADO会
  - Season1（2022年6月23日 - 9月13日、アクアシティお台場「HADO ARENA お台場店」） - AKB48[50]
  - Season2（2022年10月11日 - 12月15日、アクアシティお台場「HADO ARENA お台場店」） - AKB48[51]
  - Final Season（2023年1月8日 - 3月30日、アクアシティお台場「HADO ARENA お台場店」/ 5月20日、東京たま未来メッセ） - AKB48[52][53][54]
- AKB48超天下一HADO会（2023年6月20日 - 11月21日、アクアシティお台場「HADO ARENA お台場店」） - AKB48[55]
- AKB48天下一HADO会　そして伝説へ（2024年1月10日 - 5月28日、アクアシティお台場「HADO ARENA お台場店」） - AKB48[56]

### 客演イベント
- 桜フェスティバル（2006年4月2日、靖国神社）
- お台場学園2006〜文化祭〜（2006年4月29日 - 5月7日、フジテレビ本社屋・周辺地区）
- お台場冒険王2006〜キミが来なくちゃはじまらない!〜（2006年7月16日〈チームK〉・7月22日〈チームK〉・7月29日〈チームA〉・7月30日〈チームK〉・8月6日・8月7日・8月12日・8月21日 - 8月23日・8月27日 - 8月30日、アクアシティお台場・デックス東京ビーチ他）
- 東京ゲームショウ2006（2006年9月22日 - 24日、幕張メッセ） - チームA
- 2007NAGANO冬の祭典（2007年2月3日、長野市ちとせ公園）
- 写真展「AKB48 JUMP & CRY」（2007年2月6日 - 3月3日、T&G ARTS）[57]
- お台場学園2007〜文化祭〜（2007年5月2日 - 5日[注釈 2]、フジテレビ1Fステージ） - 中西里菜・秋元才加・宮澤佐江[注釈 3] + 2日：板野友美・大島麻衣・河西智美 3日：戸島花・星野みちる・野呂佳代 4日：小嶋陽菜・峯岸みなみ・前田敦子 5日：大島優子・奥真奈美・小野恵令奈
- コスモ アースコンシャス アクト クリーン・キャンペーン トークライブ（2007年10月27日） - 小嶋陽・高橋みなみ・大島優・宮澤
- TOKYO FANTASIA 2007 点灯式（2007年12月21日、日比谷公園）
- Pasar幕張 オープニングイベント（2008年3月20日、京葉道路幕張パーキングエリア下り線「Pasar幕張」） - 川崎希・佐藤由加理
- GEISAI MUSEUM #2（2008年5月10日、東京ビッグサイト）
- スター・ウォーズ・セレブレーション・ジャパン（2008年7月19日、幕張メッセ） - 高橋み・前田敦・峯岸・大島優[59]
- アゲる!Popteen祭り（2008年8月9日、代々木体育館） - チームA
- 『AKB48 ネ申テレビ』番組プロモーション J:COMSHOPイベント（2008年9月20日、くるる・板橋区立文化会館前広場・浦和パルコ前広場） - 浦野一美・戸島・大島優・野呂
- AKB48×秋葉原エンタまつり presents「AKB48メンバーを探せ! in 秋葉原」（2008年10月18日、秋葉原各店舗）
- 神田明神 節分祭豆まき式（2009年2月3日、神田明神） - 高橋み・前田敦・秋元・小野・河西・宮澤
- エイチ・アイ・エス世界卓球2009横浜応援イベント（2009年4月19日、トレッサ横浜） - 高橋み・宮崎美穂・秋元・宮澤
- 内閣総理大臣主催「桜を見る会」（2009年4月18日、新宿御苑） - 板野・大島麻・小嶋陽・高橋み・前田敦・峯岸・小野・河西
- FieLDS K-1 WORLD GP 2009 FINAL ハーフタイムショー（2009年12月5日、横浜アリーナ） - 北原里英・小嶋陽・篠田麻里子・高城亜樹・高橋み・前田敦・秋元・大島優・小野・河西・宮澤・柏木由紀・指原莉乃・仁藤萌乃・渡辺麻友
- アニコム香港2010（2010年8月2日、香港会議展覧中心） - 多田愛佳・仁藤・小森美果
- C3 in HONG KONG 2011（C3日本動玩博覧2011）（2011年3月11日、香港会議展覧中心） - 岩佐美咲・大家志津香・藤江れいな
- 沖縄国際映画祭（2011年3月26日、沖縄コンベンションセンター） - 小嶋陽・指原・篠田・高橋み・前田敦・秋元・大島優・峯岸・宮澤・横山由依・河西・北原
- ハリー・ポッターと死の秘宝 PART1 Blu-ray&DVD・レゴ ハリー・ポッター 同時リリース記念イベント（2011年4月21日、渋谷パルコ公園通り広場） - 多田愛・北原・高城[60]
- 愛心無國界311燭光晚會（Artistes 311 Love Beyond Borders）（2011年4月1日、香港・ヴィクトリアパーク） - 前田亜美・梅田彩佳・松井咲子
- MTV VIDEO MUSIC AID JAPAN（2011年6月25日、幕張メッセイベントホール） - MC
- ANA×AKB48 共同プロジェクト[61]発表会（2013年4月10日） - 渡辺麻・秋元・横山由・川栄李奈・鈴木まりや（当時SNH48）[62]
- TOKYO AUTO SALON SINGAPORE 2013（2013年4月12日・13日、Marina Bay Sands Convention Centre） オープニングセレモニー（12日）、ミニライブ（13日）
- 第58回すずらんの花贈呈式（2013年6月3日、大森赤十字病院） - 鈴木ま・高城・宮澤・横山由[63]
- 消防団120年・自治体消防65周年記念大会 第3部（2013年11月25日、東京ドーム）
- 国営昭和記念公園 × AKB48「風景の中のAKB48写真展」（2014年4月12日 - 5月25日、花みどり文化センター ギャラリー4・5） - 市川美織・片山陽加・加藤玲奈・小嶋菜月・土保瑞希・前田亜・前田美月・武藤十夢[64]
- ありがとう45周年 TKUの日にかたらんね in わくわく江津湖フェスタ2014（2014年5月10日 - 11日、熊本市動植物園 庄口公園） - 岩﨑萌花・岡部麟・小栗有以・小田えりな・倉野尾成美・清水麻璃亜・下青木香鈴・髙橋彩音・左伴彩佳・福地礼奈・本田仁美・宮里莉羅・森脇由衣・谷口もか・吉川七瀬・吉野未優[65][66]
- 春のあすたむ祭り（2014年5月17日 - 18日、あすたむらんど徳島 芝生広場 メインステージ・ジャンボパラソル サブステージ） - 阿部芽唯・太田奈緒・大西桃香・行天優莉奈・下尾みう・高岡薫・谷優里・中野郁海・永野芹佳・濵咲友菜・濵松里緒菜・人見古都音・廣瀬なつき・山田菜々美・山本瑠香[67]
- "ふじのくに"まち自慢 食の祭典！ 2014 B級グルメスタジアム in エコパ（2014年5月24日 - 25日、エコパスタジアム） - 奥洞千捺・北玲名・近藤萌恵里・坂口渚沙・佐藤朱・佐藤栞・佐藤七海・谷川聖・長久玲奈・橋本陽菜・早坂つむぎ・藤村菜月・舞木香純・山本亜依・横道侑里・横山結衣[67]
- 信州夢街道フェスタ 2014（2014年5月31日、やまびこドーム） - 太田奈・大西・北・近藤萌・長・永野芹・橋本陽・濵・藤村・宮里・山田菜・山本亜・山本瑠・横道・吉川[68]
- ANAすずらん贈呈式（2014年6月11日、大森赤十字病院） - 加藤玲・小嶋菜・名取稚菜・峯岸[69]
- DRIVING KIDS FES. in 福島（2014年6月28日 - 29日、ビッグパレットふくしま） - 岡部・北・近藤萌・坂口・佐藤七・清水・谷川・谷・長・橋本陽・早坂・藤村・舞木・山本亜・横道・横山結[70]
- 第13回 Kobe Love Port・みなとまつり（2014年7月20日・21日、神戸メリケンパーク） - 岩﨑・太田奈・大西・倉野尾・坂口・下青木・永野芹・濵・福地・藤村・宮里・森脇・谷口も・山田菜・山本瑠・吉野[71]
- 2014 J.LEAGUE DIVISION 1 第17節 ヴィッセル神戸 vs ガンバ大阪戦 「楽天グループデー」（2014年7月27日、ノエビアスタジアム神戸） - 石田晴香・内田眞由美・大西・中田ちさと・永野芹・濵・山田菜・山本瑠[72]
- 羽田空港国際線旅客ターミナル拡張記念イベント（2014年8月28日、羽田空港国際線旅客ターミナル内多目的ホール「TIAT SKY HALL」） - 岩立沙穂・柏木・木﨑ゆりあ・北原・鈴木ま・高城・田野優花・土保・西野未姫・野澤玲奈・平田梨奈・峯岸・向井地美音・村山・横山由・渡辺麻[73]
- ギネス世界記録に挑戦！手つなぎ2000人（2014年9月28日、三瀬ルベール牧場 どんぐり村） - 岩﨑・太田奈・大西・下青木・濵・福地[74]
- 「グローバルフェスタJAPAN2014」オープニングセレモニー（2014年10月4日、日比谷公園）[75]
- 高知×鳥取 まんが王国会議 2014 in Akiba（2014年10月13日、ベルサール秋葉原） - 佐藤七・中野・廣瀬[76]
- KKB夢応援フェスタ（2014年10月18日、鹿児島中央駅 アミュ広場） - 福地・岩﨑・倉野尾・吉野・谷口も・下青木[77]
- 1日箕面温泉PR大使イベント（2014年11月7日、箕面温泉） - 高橋み・大和田南那・向井地[78][79]
- J:COM × ヒストリーチャンネル™ HD present 超難問・謎解き歴史ゲーム 〜大阪城からの挑戦状〜 supported by KDDI（2014年11月16日、「大坂の陣400年天下一祭」本丸ステージ・大阪城公園内各所） - 永野芹・濵・山本瑠（スペシャルサポーター）[80]
- 山陰放送開局60周年記念 春のBSSまつり（2015年3月21日、島根県立産業交流会館） - 阿部・行天・下尾・谷・中野・山本亜[81]
- ニコニコ超会議2015 超スペシャルステージ「AKB48超会議的推しメン決定戦」（2015年4月26日、幕張メッセ） - 大島涼花・岡部・小笠原茉由・小嶋菜・小嶋真子・高橋朱里・中野[82]
- 2015 SUPER FORMULA連動イベント イオンモール体験創生プロジェクト Exhaust note in イオンモール岡山（2015年4月26日、イオンモール岡山 未来スクエア） - 太田奈・行天・近藤萌・谷・人見・山田菜[83]
- とちてれ☆アニメフェスタ2015 / 東武宇都宮百貨店チーム8トークショー（2015年5月5日、オリオンスクエア・東武宇都宮百貨店） - 岡部・小栗・倉野尾・本田仁・宮里・横道[84][85]
- ABSまつり2015（2015年5月16日、エリアなかいち） - 佐藤朱・佐藤七・谷川・早坂・舞木・横山結[86]
- SUPER FORMULA 岡山大会（2015年5月24日、岡山国際サーキット） - 太田奈・小田・佐藤栞・人見[87]
- 2015 SUPER FORMULA連動イベント イオンモール体験創生プロジェクト Exhaust note in イオンモール木更津（2015年6月28日、イオンモール木更津） - 岡部・小田・清水・長・左伴・吉川[88]
- 2015 大鰐温泉サマーフェスティバル（2015年7月17日、平川親水公園） - 佐藤七・谷川・横山結[89]
- TOYOTA GAZOO Racing PARK in SUPER FORMULA Rd.3 富士スピードウェイ（2015年7月18日、富士スピードウェイ 第7駐車場） -  小田・佐藤栞・長・服部有菜・左伴・横道[86]
- CBCラジオ夏まつり2015（2015年7月25日 - 26日、久屋広場 ドコモスマートフォンラウンジ名古屋） -  阿部・北・行天・佐藤栞・下尾・高岡・谷・中野・橋本陽・服部・人見・廣瀬・藤村・山本亜・横道・吉川[90]
- FBCサマーフェスタ2015（2015年8月1日、福井市中央公園） -  北・近藤萌・長・橋本陽・服部・山本亜[86]
- NYLON JAPAN ✕ WEGO meets AKB48 produced by GirlsAward in a-nation island（2015年8月6日、国立代々木競技場: a-nation island resort stage） - ファッションショーモデル出演（高橋み・北原・木﨑・阿部マリア・入山杏奈・加藤玲・田野・川本紗矢）[91][92]
- Highdol（ハイドル）2015〜夏休み〜（2015年8月10日、日テレホール）[93]
- 香港フードエキスポ2015「東日本の美味しい魅力展」PRイベント（2015年8月13日、香港コンベンション・アンド・エキシビション・センター） - 佐藤栞・清水・吉川[94][95]
- 第八回みなとみらい大盆踊り（2015年8月15日、横浜みなとみらい 臨港パーク） - 加藤玲・小嶋真・田野・峯岸・向井地・武藤十[96]
- 東京都下水道局主催「平成27年度下水道デーイベント ウルトラ水の再生基地」（2015年9月5日、品川シーズンテラス） - 峯岸・木﨑・小嶋真子が「一日水再生センター長」に就任[97][98]。
- UHBみんなの収穫祭 in さとらんど（2015年9月19日、サッポロさとらんど） - 小田・倉野尾・坂口・佐藤朱・髙橋彩音・吉田華恋[99]
- 秋の交通安全運動オープニングセレモニー（2015年9月20日、イオンモール佐野新都市） - 岡部・佐藤栞・清水・左伴・福地・本田仁[100]
- イオンモール体験創生プロジェクト Road to 富士6時間耐久レース supported by TOYOTA GAZOO Racing（2015年9月22日、イオンモール木更津） - 太田・大西・佐藤栞・清水・舞木・吉川[100]
- Road to 富士6時間耐久レース supported by TOYOTA GAZOO Racing（2015年9月26日、サントムーン柿田川） - 行天・近藤萌・下尾・谷・山本亜・横道[100]
- TOYOTA GAZOO Racing PARK in TRDラリーチャレンジ Rd.9 高岡（2015年9月26日・27日、日本総合リサイクル（株）敷地内） - 岡部・小田・長・橋本陽・服部・左伴[101]
- フューチャーシティ・ファボーレ開業15周年記念イベント（2015年10月4日、フューチャーシティ・ファボーレ 太陽の広場） - 岡部・小栗・北・佐藤栞・長・橋本陽[102]
- TeNY開局35周年 てとフェス おかげさまで新潟一番20年（2015年10月10日、朱鷺メッセ 新潟コンベンションセンター） - 小栗・小田・佐藤栞・中野・永野芹・山本瑠[103]
- 2015 FIA 世界耐久選手権 第6戦 富士6時間耐久レース（2015年10月10日 - 11日、富士スピードウェイ） - 北・長・左伴・本田仁・山本亜・横道[104]
- KKB夢応援フェスタ（2015年10月11日、鹿児島中央駅 アミュ広場） - 岩﨑・倉野尾・下青木・福地・谷口も・吉田[105]
- 第44回東京モーターショープレビューイベント 東京モーターフェス2015 with みんモー PART1（2015年10月11日、東京臨海副都心 青海NO地区・船の科学館 駐車場） - 岡部・小栗・山田菜[106]
- 第68回自主法政祭 多摩地区（多摩祭）（2015年10月18日、法政大学 多摩キャンパス） - 太田奈・岡部・小栗・小田・佐藤栞・吉川[107][108]
- トヨタカローラ徳島50周年記念 みんなのカローラまつり with TGRP（2015年10月18日、アスティとくしま） - 行天・倉野尾・中野・高岡・濵松・廣瀬[109]
- TOYOTA GAZOO Racing PARK in SUPER FOMULA Rd.7 JAF GRAND PRIX SUZUKA（2015年11月7日・8日、鈴鹿サーキット GPスクエア） - 小栗・倉野尾・近藤萌・下尾・永野芹・山本亜[110]
- 厚生労働省主催「第4回 健康寿命をのばそう！アワード」表彰式（2015年11月16日、丸ビルホール） - 太田奈・岡部・佐藤栞・谷・藤村・吉川[111]
- 第19回名古屋モーターショー2015（2015年11月22日、ポートメッセなごや） - 小栗・北・長・永野芹・藤村・山本亜[112]
- 第9回大阪モーターショー（2015年12月5日、インテックス大阪） - 太田奈・大西・永野芹・濵・山田菜・山本瑠[113]
- TOYOTA GAZOO Racing PARK in 第15回ソープボックスダービー 日本グランプリ（2015年12月5日、神奈川県庁 本庁舎） - 岡部・小栗・小田・近藤萌・本田仁・吉川[114]
- LINEライブ動画配信プラットフォーム「LINE LIVE」記者発表会（2015年12月10日） - 柏木・渡辺麻・横山由・加藤玲[115]
- イオンモール体験創生プロジェクト Exhaust note in イオンモール常滑 supported by TOYOTA GAZOO Racing（2015年12月12日、イオンモール常滑） - 長・橋本陽・服部・藤村・山本瑠・横道[112]
- AKB48 Team 8 オリジナルナビ記者発表会イベント（2016年1月28日、MEGAWEB） - 太田・行天・佐藤栞・佐藤七・舞木・吉川[116]
- まつぶし冬フェス「まつぶし町めぐりウォークラリー」（2016年2月13日、まつぶし緑の丘公園） - 岡部・髙橋彩音・吉川[117][118]
- 福岡アジアコレクション（2016年3月20日、福岡国際センター）- 小栗・長・人見[119]
- のと鉄道「のと里山里海号」運行1周年記念イベント・1日駅長任命式 / 「道の駅」織姫の里なかのと二周年祭（2016年4月29日、のと鉄道穴水駅 ホーム / 道の駅織姫の里なかのと） - 北・長・橋本陽[120][121]
- のとキリシマツツジフェスティバル オープンガーデンPRイベント / 第32回大谷川鯉のぼりフェスティバル（2016年5月3日、のと里山空港 / 珠洲市大谷町） - 北・近藤萌・橋本陽[120][121]
- 能登小木港イカす会2016（2016年5月29日、石川県漁業協同組合小木支所） - 北・近藤萌・橋本陽[120]
- オムライス町 DE おむてなし（2016年6月4日、町民センターアステラス） - 北・長・橋本陽[120][122]
- 祭りの國能登の賑い 第20回能登よさこい祭り（2016年6月11日、和倉温泉街・和倉港わくわく広場特設ステージ） - 北・長・橋本陽[123]
- 交流ミーティング in 東京  〜「新しい東北」を創る人々 〜「若者」DAY（2016年6月12日、3331 Arts Chiyoda） - 岡部・小栗・佐藤朱・佐藤七・本田仁・舞木（サプライズゲスト）[124]
- MRO旅フェスタ2016（2016年7月10日、石川県産業展示館 1号館） - 北・長・橋本陽[125]
- 第2回Touch The Japan（2016年7月16日、台北世界貿易中心）- 佐藤七・倉野尾・馬嘉伶[126]
- 香港ブックフェア2016 トークイベント・ファンミーティング（2016年7月25日・26日、香港会議展覧中心） - 坂口・小栗・倉野尾[127]
- TOYOTA GAZOO Racing PARK in スーパー耐久シリーズ 2016 第4戦 富士 SUPER TEC 9時間レース（2016年9月3日 - 4日、富士スピードウェイ イベント広場） -  佐藤栞・橋本陽・服部・左伴・横道・吉川[128]
- NBSまつり2016（2016年9月10日、長野市オリンピック記念アリーナエムウェーブ） - 近藤萌・佐藤栞・長・橋本陽・服部・横道[129]
- 激辛ワールドフェス（2016年9月22日、京都向日町競輪場 特別ステージ） - 太田奈・大西・倉野尾・永野芹・濵・山田菜[130]
- バドミントン国際大会 YONEX OPEN JAPAN 2016 試合前イベント（2016年9月24日、東京体育館） - 佐藤朱・佐藤七・早坂[131]
- TOYOTA GAZOO Racing PARK in イオンモール福津（2016年10月2日、イオンモール福津） - 倉野尾・下青木・福地・谷口も・吉田・吉野[132]
- 開局35周年 KFBまつり（2016年10月9日、郡山総合体育館） - 佐藤朱・佐藤栞・佐藤七・谷川・早坂・舞木[133]
- NEWS PAPER MARCHÈ in Yamagata  〜新聞との新しい出会い、ここにあります、展〜（2016年10月15日、イオンモール山形南 センターコート） - 谷川・早坂[134]
- SACAS CIRCUIT 2016 SUPPORTED BY TOYOTA GAZOO Racing（2016年10月15日 - 16日、赤坂サカス Sacas広場） - 太田奈・倉野尾・清水・髙橋彩音・永野芹・吉川[135]
- TOYOTA GAZOO Racing PARK in FIA 世界耐久選手権 WEC富士（2016年10月15日 - 16日、富士スピードウェイ イベント広場） - 歌田初夏・岡部・小栗・佐藤栞・佐藤七・橋本陽・服部[136]
- TOHOKU DREAM COLLECTION 2016（2016年10月22日、ゼビオアリーナ仙台） - 小栗・早坂・人見・吉川[137]
- まちなか歩行者天国 わかやま街歩コ&ぶらりHAPPY HALLOWEEN（2016年10月29日、和歌山市本町通り） - 太田奈・大西・永野芹・濵・山田菜・山本瑠[138]
- TOYOTA GAZOO Racing PARK in SUPER FOMULA Rd.7 JAF GRAND PRIX SUZUKA（2016年10月29日 - 30日、鈴鹿サーキット GPスクエア） - 小田・谷川・野田陽菜乃・早坂・本田仁・宮里・吉川[139]
- 厚生労働省主催「第5回 健康寿命をのばそう！アワード」最終審査および表彰式（2016年11月14日、丸ビルホール） - 太田奈・小田・倉野尾・髙橋彩音・永野芹・吉川[140]
- WBSラジオまつり2016（2016年11月23日、和歌山城 西の丸広場） - 太田奈・大西・谷・永野芹・濵・山本瑠[141]
- 第2回 いいね！地方の暮らしフェア（2016年12月18日、東京国際フォーラム ホールE） - 佐藤朱・佐藤七・下尾・髙橋彩香・谷・中野・野田・濵・濵松・人見・廣瀬・舞木・谷口も[142][143]
- 東北の美味しいものをお届け！スマイルとうほくプロジェクト復興マルシェ（2017年3月11日、東京タワー 特設会場） - 坂口・佐藤朱・佐藤七[144]
- 福岡アジアコレクション（2017年3月18日、福岡国際センター） - 長・人見・舞木[145]
- 「ふるさと名品オブ・ザ・イヤー」表彰式（2017年3月21日、千代田区中央合同庁舎） - 大西・小栗・野田[146]
- NEWS PAPER MARCHÈ in Nikotama 2017 〜新聞との新しい出会い、ここにあります、展〜（2017年4月8日、二子玉川ライズ） - 岡部・小田[147]
- 春花満開!! 献上桃の郷BBQフェス2017（2017年4月16日、桃の郷ポケットパーク周辺） - 清水・舞木[148]
- 札幌コレクション2017（2017年4月29日、北海道立総合体育センター） - 坂口・長・人見・舞木[149]
- 北東北&北海道グルメフェスタ2017 / 肉の博覧会 in おおだて（2017年5月6日 - 7日、ニプロハチ公ドーム） - 坂口・佐藤七・谷川・横山結[150]
- 高額マグロギネス世界記録認定式（2017年6月1日、すしざんまい 奥の院） - 岡部・小田・倉野尾・坂口[151]
- 週刊ロビ2創刊記念発表会（2017年6月6日、恵比寿ガーデンプレイス） - 小栗・川本・高橋朱・向井地・横山由（特別ゲスト）[152]
- 東北楽天ゴールデンイーグルス vs 福岡ソフトバンクホークス戦 コラボ企画「クリムゾンレッド大作戦」（2017年7月1日、Koboパーク宮城） - 大西・岡部・小栗・坂口・佐藤朱・佐藤栞・佐藤七・清水・谷川・永野芹・早坂・左伴・本田仁・舞木・横道・横山結[153]
- フェアプレイの日記念イベント（2017年7月6日、岸記念体育会館） - 岡部・小栗・山田菜[154]
- スマイルfestivalちば2017〜ようこそ!チバテレワンダーランドへ!〜（2017年7月22日、海浜幕張駅南口駅前広場 プレナ幕張 2階イベントスペース） - 田北香世子・下口ひなな・佐藤妃星・吉川[155]
- 2017 ユアテック Wマッチ ─ユアスタ20周年記念─（2017年7月22日、ユアテックスタジアム仙台） - 佐藤朱・佐藤七・谷川・早坂・舞木・横山結[156]
- 環境創造センターオープン1周年記念企画　環境教育フェスティバル 〜ふくしまで育つ・未来の芽〜（2017年8月5日、福島県環境創造センター交流棟） - 清水・舞木[157]
- 第50回 おおの城まつり（2017年8月15日、大野市六間特設ステージ） - 歌田・長・橋本陽・人見・平野ひかる・山田菜[158]
- UNEEDNOW ポップアップストアオープニングイベント（2017年8月23日、ラフォーレ原宿） - 入山・加藤玲+宮脇（HKT48）[159]
- コピーライター養成講座開校60周年記念 コピージアム2017「AKB48チーム8と一緒に考えよう！公開コピーライター養成講座」（2017年8月30日、東京ミッドタウン イベントスペース アトリウム） - 歌田・岡部・谷川[160]
- 〜TOYOTA Presents〜 愛顔（えがお）つなぐえひめ国体・えひめ大会 開催記念 えひめスポーツ・フェスタ（2017年9月2日、エミフルMASAKI） - 行天・高岡・服部・廣瀬・横道・吉田[161]
- マイナビ presents 第25回 東京ガールズコレクション 2017 AUTUMN/WINTER（2017年9月2日、さいたまスーパーアリーナ） - 佐藤朱・佐藤七・下尾・谷川・永野芹・舞木[162]
- 高知ファイティングドッグス vs 読売ジャイアンツ3軍戦 ボッチャキャラバン2017 in 高知（2017年9月8日、高知市野球場） - 行天・人見・廣瀬[163]
- みんなのカローラ祭り2017（2017年9月10日、アスティとくしま 多目的ホール） - 行天・高岡・中野・人見・廣瀬[164]
- 2017UHBみんなの収穫祭 in さとらんど（2017年9月16日、サッポロさとらんど） - 小田・坂口・佐藤栞・永野芹・人見・山田菜[165]
- IBCまつり2017 in アピオ（2017年9月16日、岩手産業文化センター アピオ） - 佐藤七・谷川・舞木[166]
- DAIHATSU YONEX JAPAN OPEN 2017 BADMINTON CHAMPIONSHIPS ダイドードリンコPresents AKB48 Team8ターゲットバドミントンエキシビション（2017年9月23日、東京体育館） - 小栗・小田・佐藤朱・佐藤七・早坂・吉川[167]
- ABA番組祭2017（2017年10月7日、ねぶたの家 ワ・ラッセ&西の広場） - 佐藤朱・佐藤七・谷川・早坂・舞木・横山結[168]
- 明治150年記念 薩長土肥フォーラム〜近代日本の礎を築いた人・風土・文化を知り、未来を拓く〜（2017年10月7日、東京ビッグサイト 国際会議場） - 川原美咲・下尾・下青木・廣瀬[169]
- NEWS PAPER MARCHÈ in 広島 2017 〜新聞との新しい出会い、ここにあります、展〜（2017年10月14日、イオンモール広島府中 スターギャラリー） - 奥本陽菜・中野[170]
- TOYOTA GAZOO Racing PARK in FIA 世界耐久選手権 WEC富士（2017年10月14日・15日、富士スピードウェイ イベント広場） - 歌田・大西・小田・服部・左伴・平野[171][172]
- 復興祈念 第7回倉吉ばえん祭（2017年10月22日、鳥取県・倉吉駅前） - 下尾・中野・人見[173]
- ツネイシフェスティバル2017（2017年10月28日、テーマパークみろくの里） - 奥本陽・行天・下尾・中野・人見・山田菜[174]
- ふくしまキッズフェスタ2017 in いわき（2017年10月29日、いわき海浜自然の家） - 佐藤七・谷川・舞木[175]
- 千秋子育てまつり 第10回トキっ子子育て応援フェア2017（2017年11月4日、ハイブ長岡） - 歌田・行天・佐藤七・谷川・濵・人見[176]
- 嬉野デザインウィーク2017 音話祭・嬉野ピーヒャラ（2017年11月11日、嬉野温泉公園・豊玉姫神社） - 川原・倉野尾・山田菜[177]
- 献血セミナー 集結！in 千葉（2017年11月11日、行徳文化ホールI&I） - 永野芹・舞木・吉川[178]
- スーパーファンタジー VOL.12（2017年11月11日、フジテレビ本社7F イベントスペース「フジさんのヨコ」） -  岡部・小栗・長[179]
- 第19回日本ボッチャ選手権大会本大会（2017年11月12日、府民共済SUPERアリーナ） - 小栗・行天・佐藤栞・髙橋彩音・吉川・吉田[180]
- 第68回徽音祭（2017年11月12日、お茶の水女子大学 特設ステージ） - 岡部・倉野尾・長[181]
- モースポフェス in 九州（2017年11月19日、HSR九州） - 倉野尾・下青木・寺田・宮里・谷口も・吉田[182]
- 日中国交正常化45周年記念プロジェクト「日中友好文化交流の旅」スタートセレモニー・ファンミーティング（2017年11月20日、上海・プラススペース） - 小栗・向井地・渡辺麻[183]
- PARA☆DO! TALK&LIVE supported by TOYOTA（2017年11月23日、MEGAWEB） - 太田奈・小田・行天・下尾・服部・山田菜[184]
- IMPOSSIBLE CHALLENGE FIELD（2017年11月25日、東京ミッドタウン） - 岡部・下尾・山田菜[185]
- 第55回技能五輪全国大会（2017年11月26日、宇都宮市体育館） - 岡部・小田・佐藤栞・清水・髙橋彩音・本田仁[186]
- 藤沢デザインウィーク2017（2017年12月2日、ココテラス 第1〜3会議室） - 岡部・小田・髙橋彩音[187]
- ホークスキャラバン 2017（2017年12月10日、イオンモール福岡 イーストコート） - 寺田美咲・宮里・吉田[188]
- 秋田ノーザンハピネッツ vs 山形ワイヴァンズ戦 ボッチャキャラバン2017 in 秋田（2017年12月20日、CNAアリーナ★あきた（秋田市立体育館）） - 太田奈・谷川・吉川[189]
- 東京都主催 チームBEYONDメンバー限定観戦イベント BEYOND STADIUM（2018年1月28日、青山学院記念館） - 太田奈・小田・行天・山田菜・吉川・吉田[190]
- 松山デザインウィーク2018 音話祭・松山ピーヒャラ（2018年2月10日、松山市大街道・松山銀天街） - 高岡・中野・永野芹[191]
- 第3回 いいね！地方の暮らしフェア（2018年2月18日、池袋サンシャインシティ 文化会館 展示ホールB） - 奥本陽・佐藤朱・佐藤七・下尾・髙橋彩香・中野・野田・濵・春本ゆき・人見・廣瀬・舞木・谷口も[192]
- 福岡アジアコレクション2018 SPRING / SUMMER（2018年3月25日、福岡国際センター） - 小田・長・人見[193]
- スーパーファンタジーVOL.16（2018年4月15日、フジテレビ本社7F イベントスペース「フジさんのヨコ」） - 長・山田菜・横山結[194]
- スーパーファンタジーVOL.17 AKB48チーム8イベント（2018年5月27日、フジテレビ本社7F イベントスペース「フジさんのヨコ」） - 下尾・中野・服部・吉川[195]
- 第35回うえの夏まつりパレード（2018年7月21日、上野・中央通り） - 佐藤美波・庄司なぎさ・鈴木くるみ・千葉恵里・前田彩佳[196]
- スマイルfestivalちば2018〜華麗なるチバテレ夏祭り〜（2018年7月21日 - 22日、海浜幕張駅南口駅前広場） - 清水・髙橋彩音・左伴・吉川[197]
- 知って、肝炎プロジェクトミーティング2018〜The beginning of promoter〜（2018年7月24日、ベルサール六本木） - 岡田奈・向井地[198]
- 第9回 万引き追放SUMMERキャンペーン（2018年8月1日、文京シビックホール 大ホール） - 小栗・行天・髙橋彩音[199]
- 音楽ゲームアプリ「AKB48ビートカーニバル」リリース記者発表会（2018年8月16日） - 柏木・横山由・小栗・向井地・加藤玲・倉野尾・岡部[200]
- りゅうか 夢の種まつり〜夏祭り大作戦!〜（2018年8月19日、流通科学大学） - 太田奈・大西・永野芹・濵・山田菜・山本瑠[201]
- ゲームアプリ「戦車でホイホイ」発売記念プレス発表会（2018年8月30日） - 向井地・山内瑞葵・横山由+門脇実優菜（STU48）[202]
- みんなのカローラ祭り2018（2018年9月2日、アスティとくしま） - 奥本陽・行天・中野・春本・人見・立仙愛理[203]
- Rakuten GirlsAward 2018 AUTUMN / WINTER（2018年9月16日、幕張メッセ） - 小栗・長・人見[204]
- 第73回国民体育大会「福井しあわせ元気国体」記者発表会・トークショー（2018年9月20日、岸記念体育会館） - 岡部・長[205]
- 東京ゲームショウ2018（2018年9月20日、幕張メッセ TGS2018内レッドクイーンブース） - 岡田奈・向井地+門脇（STU48）[206]
- ふくしまキッズフェスタ2018 in 郡山（2018年10月14日、郡山自然の家） - 小田・清水・左伴[207]
- 第5回KKB夢応援フェスタ（2018年10月20日、鹿児島中央駅アミュ広場・東口広場） - 川原・下尾・寺田・春本・谷口も・山田杏華[208]
- 第66回日本女子大学目白祭（2018年10月20日、日本女子大学 屋外ステージ） - 坂口・長・横山結[209]
- ちばモノレール祭り2018（2018年10月20日、千葉都市モノレール 車両基地） - 清水・谷川・吉川[210]
- 第12回環太祭 終夜祭・復興支援特別イベント（2018年10月28日、IPU・環太平洋大学 第1キャンパス 第1体育館） - 奥原妃奈子・奥本陽・行天・下尾・中野・人見[211]
- 「ぱちんこAKB48-3 誇りの丘」記者発表会（2018年11月1日、京楽産業. 東京支店） - 加藤玲・小嶋真[212]
- おきなわ技能五輪・アビリンピック2018 併催イベント（2018年11月3日、沖縄セルラースタジアム那覇前広場  奥武山公園） - 行天・髙橋彩音・吉田[213]
- 交通安全ベトナム「絆」駅伝2018 IN HANOI（2018年11月18日、ハノイ・リー・タイ・トー公園） - 小田・行天・下尾・清水・濵・横山結[214]
- 第12回全国高校生食育王選手権大会 本戦 / 高校生クールチョイス選手権（2018年11月18日、福井県産業会館 1号館 特設キッチンスタジアム / 2号館 特設ステージ） - 長・永野芹・服部（応援サポーター・特別審査員）[215][216]
- WBSラジオまつり2018（2018年11月23日、和歌山城 西の丸広場） - 寺田・服部・山本瑠[217]
- 少年少女技能大会（アイチータ杯）関連イベント（2018年11月25日、名古屋市中小企業振興会館 吹上ホール） - 歌田・服部・吉川[218]
- スーパーファンタジーVOL.26 AKB48 チーム8イベント（2018年11月25日、フジテレビ本社7F イベントスペース「フジさんのヨコ」） - 行天・濵・左伴・人見・藤園麗[219]
- ホークスキャラバン 2018 第1弾（2018年11月25日、イオンマリナタウン店 センターコート） - 寺田・山田杏・吉田[220]
- 東京2020大会気運醸成イベント「トライ・スポーツ! まちだ2019」（2019年2月11日、町田市立総合体育館） - 行天・佐藤朱・髙橋彩音[221]
- 利府町浜まつり（2019年2月16日、浜田漁港公園広場） - 佐藤朱・佐藤七・谷川[222]
- 京都府警察主催 自動車関連犯罪被害防止イベント（2019年2月17日、京都トヨタ本社店ショールーム） - 太田奈・永野芹・山田菜[223]
- スーパーファンタジーVOL.31 AKB48チーム8 eスポーツチャレンジ! with サンスポeスポーツ研究所（2019年2月23日、フジテレビ本社7F イベントスペース「フジさんのヨコ」） - 小田・佐藤朱・佐藤栞・髙橋彩音[224]
- ハローワーク・フェスタ〜ハローワークへお越しやす!〜（2019年3月2日、京都市勧業館 みやこめっせ 第3展示場B） - 大西・永野芹・山田菜[225]
- LOVE in Action ご当地大作戦 in 大阪〜献血感謝祭〜（2019年3月10日、大阪府立大学中百舌鳥キャンパス 学術情報センターU ホール白鷺） - 歌田・坂口・髙橋彩香・永野芹・吉川・吉田[226]
- 献血フェスタ2019（2019年3月23日、イオンモール筑紫野） - 川原・吉田・山田杏[227]
- ヨネックス大阪インターナショナルチャレンジバドミントン選手権大会2019 試合前イベント（2019年4月7日、守口市民体育館） - 永野芹・春本・山本瑠[228]
- Jヴィレッジグランドオープンフェス!〜To the future〜（2019年4月20日、Jヴィレッジ） - 小田・佐藤朱・佐藤七・清水・谷川・横山結[229]
- スーパーファンタジーVOL.35 AKB48チーム8 eスポーツチャレンジ! with サンスポeスポーツ研究所（2019年5月12日、フジテレビ本社7F イベントスペース「フジさんのヨコ」） - 行天・佐藤栞・髙橋彩音・吉川[230]
- 埼玉県警察「春の全国交通安全運動」イベント（2019年5月13日、けやきひろば） - 向井地・佐々木優佳里・髙橋彩音（一日交通部長）[注釈 4][231]
- くにみ道の駅大交流フェスタ（2019年6月9日、道の駅国見 あつかしの郷 中央イベント広場） - 佐藤七・清水[232]
- スーパーファンタジーVOL.39 AKB48チーム8 eスポーツチャレンジ! with サンスポeスポーツ研究所（2019年7月14日、フジテレビ本社7F イベントスペース「フジさんのヨコ」） - 奥原・行天・髙橋彩音・吉川[233]
- 三陸鉄道応援大使任命式（2019年8月1日、岩手県・大槌駅前）[234]
- 知って、肝炎プロジェクトミーティング2019（2019年8月1日、ベルサール六本木） - 加藤玲・武藤十[235][236]
- 東京2020パラリンピック1年前カウントダウンイベント 〜 みんなのスポーツ×ファンフェスティバル 〜（2019年8月25日、代々木公園 サッカー・ホッケー場エリア） - 大西・岡部・吉川[237]
- 東京ゲームショウ2019（2019年9月15日、幕張メッセ TGS2019内Lenovo社ブース） - 岡部・小田・髙橋彩音・吉川[238]
- みんなのカローラ祭り2019（2019年9月15日、アスティとくしま 多目的ホール） - 奥原・行天・下尾・高岡・春本・立仙[239][240]
- IBCまつり2019 in アピオ（2019年9月16日、岩手産業文化センター アピオ） - 佐藤朱・佐藤七・清水[241]
- 第24回石川県障害者ふれあいフェスティバル（2019年9月22日、石川県産業展示館 4号館） - 歌田・橋本陽・平野[242]
- クールチョイスふくいフェスタ2019 高校生クールチョイス選手権（2019年10月5日、福井駅前ハピテラス） - 髙橋彩香・橋本陽・平野[243]
- ABA番組祭2019（2019年10月12日 - 13日、ねぶたの家 ワ・ラッセ&西の広場） - 行天・倉野尾・佐藤朱・清水・御供茉白・横山結[244]
- 日本製鉄尼崎製造所ファミリーフェスティバル2019（2019年10月14日、日本製鉄 尼崎製造所） - 行天・高岡・永野芹・濵・春本・山本瑠[245]
- ちばモノレール祭り2019（2019年10月19日、千葉都市モノレール車両基地） - 清水・髙橋彩音・吉川[246]
- KKB夢応援フェスタ（2019年10月20日、鹿児島中央駅 アミュ広場・東口広場） - 上見天乃・川原・藤園・宮里・山田杏・吉田・立仙[247]
- 第13回紀宝みなとフェスティバル（2019年10月20日、鵜殿港） - 歌田・髙橋彩香・服部・濵・春本・山本瑠（メインゲスト）[248]
- まつぶし町民まつり2019（2019年10月20日、松伏記念公園） - 髙橋彩音・吉川[249]
- 松山デザインウィーク2019（2019年10月26日、松山市大街道・松山中央商店街） - 岡部・高岡・吉川[250]
- 第19回長崎松浦水軍まつり（2019年10月27日、松浦市文化会館） - 川原・山田杏・吉田[251]
- 第53回日体フェスティバル2019（2019年11月2日、日本体育大学 横浜・健志台キャンパス） - 奥原・小田・行天・清水・髙橋彩音・吉川[252]
- 第36回黒潮祭（2019年11月3日、国際武道大学広場） - 大西・服部・吉川[253]
- BEYOND FES 日本橋 オープニングセレモニー（2019年11月5日、COREDO室町テラス） - 太田奈・坂口・吉川[254]
- 交通安全・ベトナム「絆」駅伝2019 in ハノイ（2019年11月17日、ハノイ・リー・タイ・ト－公園） - 奥原・小田・清水・永野芹・橋本陽・山本瑠[255]
- eファンタジーVOL.1（2019年11月17日、harevutai） - 倉野尾・髙橋彩音[256]
- 2019東北復興大祭典なかの（2019年11月26日、JR中野駅前周辺） - 井上美優・佐藤朱・布谷梨琉[257]
- ホークスキャラバン 2019 第1弾（2019年12月1日、イオンマリナタウン店 センターコート） - 川原・藤園・吉田[258]
- ホークスキャラバン 2019 第3弾（2019年12月22日、イオン小郡ショッピングセンター） - 川原・藤園・吉田[259]
- 「マダム・タッソー」AKB48エリアリニューアル（2020年1月31日、マダム・タッソー東京） - 大盛真歩・久保怜音・前田彩[260]
- 有明アリーナ完成披露式典（2020年2月2日、有明アリーナ内式典会場） - 岡部・小栗・小田・行天・坂口・吉川[261]
- UNIDOL2019-20 Winter supported by Sammy（2020年2月13日、新木場STUDIO COAST） - AKB48フレッシュ選抜[262]
- 第30回 マイナビ 東京ガールズコレクション 2020 SPRING/SUMMER（2020年2月29日、国立代々木競技場第一体育館） - 小田・倉野尾・坂口・下尾[263]
- 知って、肝炎プロジェクトミーティング2020（2020年7月21日、秋葉原UDX AKIBA SQUARE） - 向井地・横山由[264][265]
- テクノフェア2020（2020年10月17日、福島ロボットテストフィールド） - 清水・長谷川百々花[266]
- 「読書の日2020」企画発表会（2020年10月23日、法務省） - 向井地[注釈 5][267]
- 「2020東京・中国映画週間」閉幕式・ゴールドクレイン賞受賞式（2020年11月1日、有楽町朝日ホール） - 久保怜・佐藤美・鈴木く・田口愛佳・長友彩海・西川怜[268][269]
- ハローワークDAY in FUKUI（2020年11月23日、福井駅前ハピテラス） - 坂川陽香・橋本陽・平野[270]
- 「ストップ・オレオレ詐欺47〜家族の絆大作戦〜」プロジェクトチーム（SOS47）決起集会2020（2020年12月14日、明治記念館） - 向井地・武藤十[注釈 6][271][272]
- 第29回フェニックス祭ｰ郷郷祭りｰ（2021年10月17日、東洋学園大学キャンパス） - 岡部・小田・下尾[273]
- 横浜 RUNWAY AWARD / 横浜 DREAM AWARD / 横浜Bay Style Collection（2022年3月26日、横浜港大さん橋国際客船ターミナル） - 行天・永野芹[274]
- TGC teen 2022 Fukuoka（2022年5月8日、Zepp Fukuoka） - 17期生[275]
- Rakuten GirlsAward 2022 SPRING / SUMMER（2022年5月14日、幕張メッセ） - 大西・岡部・小栗・本田仁[276]
- アキバヤバイ（2022年8月20日、ベルサール秋葉原） - 岩立・鈴木く・田口・千葉・長友・向井地・武藤十・吉川[277]
- FIDA GOLD CUP（2022年9月11日、第一生命ホール） - 川原・小林蘭・込山榛香・中西智代梨・永野芹・向井地・武藤小麟・山邊歩夢・湯本亜美[278][279]
- ちばアクアラインマラソン2022 ハーフフィニッシュイベント（2022年11月6日、イベントエリア・牛込海岸） - 小田・髙橋彩音・吉川[280]
- 第2回あさくら祭り（2022年11月20日、ピーポート甘木・JA筑前あさくら本店周辺） - 倉野尾・下尾・吉田[281]
- Fish-1グランプリ2022（2022年11月27日、日比谷公園 にれの木広場） - 岩立・篠崎彩奈・清水・谷口めぐ・橋本陽・福岡聖菜[282]
- B.LEAGUE 2022-23 SEASON 第15節 茨城ロボッツ vs 滋賀レイクス戦 ハーフタイムショー（2022年12月31日、アダストリアみとアリーナ） - 髙橋彩香・永野芹・濵[283]
- 特別授業！みんなで学ぼう依存症のこと（2023年2月25日、プライムツリー赤池 プライムホール / 3月4日、セブンパーク天美 AMAMI STADIUM） - 大竹ひとみ・大盛・吉橋柚花[284]
- PIST6 Championship 2022-2023 EX STAGE 年間ファイナル（2023年3月4日、TIPSTAR DOME CHIBA） - 髙橋彩音・永野芹・吉川[285]
- 信州なかのバラまつり2023（2023年6月2日、一本木公園） - 髙橋彩香・橋本陽[286]
- 第55回「管工機材・設備総合展」トークショー（2023年7月25日、東京ビッグサイト） - 小田・柏木・向井地・平田侑希[287]
- どうしても福島が好きだ（2023年8月13日・14日、新宿住友ビル三角広場） - AKB48[288][289][290]
- GX.FES.2023（2023年11月26日、境夢みなとターミナル） - AKB48[291]
- 第9回Fish-1グランプリ（2024年1月21日、池袋西口公園野外劇場） - 田口・長友・橋本陽・畠山希美・平田侑・布袋百椛・秋山由奈・新井彩永[292]
- レプタイルズフィーバー 2024〜小さな恐竜たちの世界〜（2024年7月7日、大阪南港ATCホール） - 下尾・長友・向井地[293]
- ドラマ「星屑テレパス」ファンイベント「ボナヴー!! AKB48ロケット同窓会」（2024年10月5日、東京国際フォーラム ホールC） - ドラマ「星屑テレパス」出演メンバー（田口を除く）[294]
- 横浜DeNAベイスターズ「推せ推せ！YOKOHAMA☆IDOL SERIES 2025」（2025年6月17日、横浜スタジアム）[295]
- 福岡ソフトバンクホークス「鷹祭 SUMMER BOOST 2025」（2025年7月26日、みずほPayPayドーム福岡）[296]
- LaLaport’s BIGGEST Bon Odori 2025（2025年7月26日・27日、クアラルンプール・ららぽーと ブキッ・ビンタン シティ センター）[297]

## 舞台
- AKB歌劇団「∞・Infinity」（2009年10月30日 - 11月8日、シアターGロッソ） - 全13公演[注釈 7]
- 音楽劇「ACT泉鏡花〜妖しのポップファンタジー〜」（2010年10月1日 - 10日、東京グローブ座 / 12日、仙台電力ホール / 15日、名古屋名鉄ホール / 17日、長崎市公会堂 / 20日、京都芸術劇場 春秋座 / 23日・24日、北國新聞赤羽ホール）[注釈 8]
- DUMP SHOW!（2011年7月16日 - 31日、サンシャイン劇場 / 8月10日 - 14日、サンケイホールブリーゼ） - 全26公演[注釈 9]
- スーパーLIVEショー「ダブルヒロイン」（2011年9月22日 - 26日、品川プリンスホテル ステラボール） - 秋元・宮澤[298]
- ミュージカル『AKB49〜恋愛禁止条例〜』（2014年9月11日 - 16日、AiiA Theater Tokyo） - 全12公演[注釈 10]
- マジすか学園シリーズ
  - 舞台「マジすか学園」〜京都・血風修学旅行〜（2015年5月14日 - 19日、AiiA 2.5 Theater Tokyo） - 全12公演[注釈 11]
  - 舞台「マジすか学園」〜Lost In The SuperMarket〜（2016年7月25日 - 8月5日、赤坂ACTシアター）[注釈 12][299]
- 絢爛とか爛漫とか（品川プリンスホテル クラブeX）
  - 2016年4月9日 - 15日 - 全7公演[注釈 13][300]
  - 2016年9月10日 - 19日 - 全13公演[注釈 14][301]
- MOON&DAY〜うちのタマ知りませんか?〜（2016年9月7日 - 11日、草月ホール）[注釈 15][302]
- 劇団れなっち「ロミオ&ジュリエット」（2018年5月9日 - 13日、AiiA 2.5 Theater Tokyo） - 劇団れなっち[303]
- 魔法先生ネギま!〜お子ちゃま先生は修行中!〜（2018年7月12日 - 16日、AiiA 2.5 Theater Tokyo）[注釈 16][304]
- KISS KISS KISS（2018年7月19日 - 22日、天王洲 銀河劇場） - チーム8[305]
- マジムリ学園シリーズ
  - 舞台版「マジムリ学園」（2018年10月19日 - 28日、日本青年館ホール）[306][307]
  - 舞台「マジムリ学園_蕾-RAI-」（2021年3月27日 - 4月4日、天王洲 銀河劇場）[308]
  - 舞台「マジムリ学園 -LOUDNESS-」（2021年8月20日 - 8月29日、品川プリンスホテル ステラボール）[309]
- 山犬（2019年2月27日 - 3月3日、サンシャイン劇場 / 3月6日 - 10日、ABCホール）[注釈 17][310][311][312]
- Bee School（2019年9月4日 - 13日、品川プリンスホテル クラブeX） - チーム8[注釈 18][313][314]
- 博多座開場20周年記念公演「仁義なき戦い〜彼女（おんな）たちの死闘編〜」[注釈 19]（2019年11月9日 - 24日、博多座）[注釈 20][316][315]
- ジョン マイ ラブ―ジョン万次郎と鉄の7年（2021年9月2日 - 2023年3月12日、坊っちゃん劇場 / 2023年1月26日 - 29日、サンシャイン劇場） - 歌田・川原・高岡・髙橋彩音・髙橋彩香・服部・濵・横山結・下尾[317][318][319][320]
- ミュージカル「THE SHOW TIME」（2021年10月23日 - 26日、Mixalive TOKYO Hall Mixa）[注釈 21][321]
- 舞台版「マーダー☆ミステリー 〜探偵・斑目瑞男の事件簿〜」（2021年12月3日 - 5日、浅草花劇場）[注釈 22][322]
- 舞台「いわかける! -Sport Climbing Girls-」（2022年2月17日 - 20日、サンシャイン劇場）[323][324]
- J-CULTURE FEST presents 装束meets ミュージカル『不思議の国のひなまつり』（2022年3月3日 - 6日、東京国際フォーラム） -  岩立・行天・込山[325]
- 日本劇作家協会プログラム OFFICE SHIKA MUSICAL 雑踏音楽劇「ネオンキッズ」（2022年3月3日 - 14日、座・高円寺1 / 18日 - 21日、伊丹アイホール） - 岡部・小田・下尾[326]
- 劇団ズッキュン娘「2番目でもいいの♡」（2022年3月24日 - 27日、新国立劇場 小劇場）[注釈 23][327][328]
- AKB48 Team 8「KISS 8」（キス バイ エイト）-8th Anniversary Special Performance-（2022年5月13日 - 22日、天王洲 銀河劇場） - チーム8[329][330]
- 音楽劇「Zip＆Candy」（2022年6月9日 - 14日、かめありリリオホール）[注釈 24][331]
- ミュージカル「THE SHOW TIME 2nd STAGE」（2022年7月1日 - 10日、シアターグリーン BIG TREE THEATER） - 全13公演[注釈 25][332]
- 舞台「キミと僕の最後の戦場、あるいは世界が始まる聖戦」（2022年10月21日 - 24日、シアター1010 / 11月10日 - 13日、COOL JAPAN PARK OSAKA TTホール）[注釈 26][333]
- OFFICE SHIKA MUSICAL「私は怪獣－ネオンキッズ Live beat－」（2022年12月10日 - 18日、CBGKシブゲキ!!） - 岡部・髙橋彩音・服部[334]
- 舞台「アサルトリリィ・イルマ女子美術高校編 -The Gleam of Dawn-」（2023年4月13日 - 19日、かめありリリオホール）[注釈 27][335][336]

### 朗読劇
- リーディングドラマ「もしもキミが。」（2011年9月1日 - 9日、PARCO劇場） - 多田愛・仲川遥香・菊地あやか・峯岸[337]
- リーディングシアター「アドレナリンの夜」（2015年10月6日 - 13日、Zeppブルーシアター六本木）[338]
- リーディングシアター「恋工場」（2016年9月18日 - 25日、ベルサール渋谷ガーデン Cホール）[339]
- オンライン配信朗読劇「うち劇」プロジェクト
  - カラオケミュージカル「タイムリープガール」（2021年10月16日、ライブ配信） - 小田・行天・坂口渚・下尾[340]
  - ルドベキアの女神たち〜禁じられた生徒会〜（2021年11月13日、ライブ配信） - 浅井・大盛・久保怜・茂木[341]
  - カラオケ探偵〜ミステリーはパジャマの調べ〜（2021年12月19日、ライブ配信） - 稲垣・福岡・茂木・吉橋[342]

## 劇場ドラマ
- LOVE ゼミコン-愛の"前奏曲(プレリュード)"-（2018年7月1日、渋谷シダックスホール / 7月20日・8月31日、池袋オンリーユー） - 坂口渚・谷川聖・人見[343]
- Jumping Time（2018年10月27日、渋谷シダックスカルチャーホール） - 横山結・永野芹・山田菜々美[344]
- ゼロからイチ〜アイドル探偵の奮闘記（2019年4月20日、渋谷シダックスカルチャーホール） - 髙橋彩音・吉川・行天[345]

## テレビ
テレビへの出演（テレビCMを除く）については、子記事の「AKB48のテレビ出演一覧」を参照。

## 映画
- クレヨンしんちゃん 嵐を呼ぶ 歌うケツだけ爆弾!（2007年4月21日公開、東宝） - 折井・大島麻・今井優・浦野・野呂（「クレヨンフレンズ from AKB48」としてオープニング曲「ユルユルでDE-O!」もカバー。）
- あしたの私のつくり方（2007年4月28日公開、日活） - 前田敦・板野・小野・小林香・早野・平嶋・峯岸[346]
- 伝染歌（2007年8月25日公開、松竹） - 大島優・秋元・小嶋陽・前田敦・河西・峯岸・小野・野呂・宮澤・高橋み、AKB48もライブの模様のワンシーンのみ出演。
- スリーデイボーイズ（2009年7月4日公開、FREAK ENTERTAINMENT） - 宮澤・戸島・菊地あ・仲川・渡辺麻
- DOCUMENTARY of AKB48 to be continued 10年後、少女たちは今の自分に何を思うのだろう?（2011年1月22日公開、東宝）[347]
- ギャルバサラ -戦国時代は圏外です-（2011年11月26日、角川映画）[注釈 28][348]
- DOCUMENTARY of AKB48 Show must go on 少女たちは傷つきながら、夢を見る （2012年1月27日公開、東宝）[349]
- ウルトラマンサーガ（2012年3月24日公開、松竹） - 秋元・宮澤・梅田彩・増田・佐藤す・小林香・島田[350]
- 劇場版 私立バカレア高校（2012年10月13日公開、ショウゲート） - 小嶋陽・市川美・大場・加藤玲・川栄・島崎・島田・高橋朱・竹内美宥・永尾・中村麻・小林茉・光宗薫
- DOCUMENTARY of AKB48 NO FLOWER WITHOUT RAIN 少女たちは涙の後に何を見る?（2013年2月1日公開、東宝）[351]
- DOCUMENTARY of AKB48 The time has come 少女たちは、今、その背中に何を想う?（2014年7月4日公開、東宝）[352]
- AKB ShortShorts project 映画「9つの窓」（2016年2月6日公開、キャンター）[353][354]
- 存在する理由 DOCUMENTARY of AKB48（2016年7月8日公開、東宝）[355][356]
- LALALACOCO - 声優：久保怜・佐藤美・鈴木く・長友[268]
- 未成仏百物語〜AKB48 異界の灯火寺〜（2021年9月10日公開、キグー） - 大盛・小栗・行天・倉野尾・込山・坂口渚・鈴木優香・武藤十[357][358]
- ガールズドライブ（2023年11月10日公開、キグ―） - 小栗・山内瑞・倉野尾・山﨑空・久保姫菜乃[359]

## ラジオ
放送中の番組
- 柱NIGHT! with AKB48（2020年4月5日 - 、bayfm）[注釈 29] - MC：宮崎[注釈 30]・向井地[注釈 31]・山内瑞[注釈 32] + メンバー数名
- ラジオiNEWS（2020年9月3日 - 、ラジオNIKKEI第1放送） - ゲストパーソナリティとして不定期出演[注釈 33]
- AKB48のささやきラジオ〜たぶん、山梨、石川、福井、山口でしか流れないから!〜[注釈 34]（2022年7月4日 - 、YBSラジオ）[360]
- AKB48のUP-Tension（2024年7月6日 - 、FMフジ）
- AKB48伊藤百花と花田藍衣のひと“花”咲かせたいっ!（2025年7月3日 - 、文化放送） - 伊藤百花・花田藍衣[361]

放送が終了した番組
- 本谷有希子のオールナイトニッポン （2006年2月4日 - 3月11日、ニッポン放送） - 「AKB48とラジオで電話デート」「AKB48を徹底解剖」各コーナー
- ミューコミ（2006年4月4日 - 6月30日、ニッポン放送） - 木曜日レギュラー
- AKB48のよんぱちアフター（2006年4月7日 - 9月、TOKYO FM）
- COUNTDOWN JAPAN（2006年4月15日 - 2007年3月、TOKYO FM） - 週替わりでメンバー数名が出演。
- ON8+1（2006年11月 - 2020年3月25日、bayfm）[注釈 35] - 「柱NIGHT with AKB48」コーナー（水曜）レギュラー[注釈 36]、宮崎（DJ）+メンバー3名[注釈 37]
- AKB48 今夜は帰らない…（2007年4月7日 - 2017年3月27日、CBCラジオ）
- AKB48 明日までもうちょっと。（2007年10月1日 - 2012年3月26日、文化放送） - 『レコメン!』月曜日のレコメン パート4において放送された。
- AKB48の全力で聴かなきゃダメじゃん!!（2007年10月3日 - 2011年5月11日、スターデジオ）
- リッスン? 〜Live 4 Life〜（2010年4月7日 - 2015年6月26日、文化放送） - メンバー各1名が週替わり[注釈 38]で木曜パーソナリティ[注釈 39]を務めた。
- AKB48のオールナイトニッポン（2010年4月10日 - 2019年3月28日、ニッポン放送） - オールナイトニッポン水曜パーソナリティ[注釈 40][362][363]。
- AKB48の"私たちの物語"（2010年8月14日・10月11日・2011年1月2日・4月1日 - 2019年3月23日、NHKラジオ第1・FM）
- SONGS〜HEART OF AKB48（2010年10月3日 - 12月26日、bayfm） - 週替わりで1人DJを務めた。
- AKB48秋元才加・宮澤佐江のうっかりチャンネル（2010年10月7日 - 2011年9月29日、文化放送） - 秋元・宮澤
- カケダセ!（2011年4月2日 - 2012年3月17日、NHKラジオ第1） - 大場・島田・仲俣
- AKBラジオドラマ劇場（2011年10月3日 - 2013年9月26日、ニッポン放送）
- wktkラヂオ学園（2012年4月8日 - 2013年3月31日、NHKラジオ第1） - メンバー数名が週替わりで日曜（wktkサンデー）レギュラー
- 大谷ノブ彦 キキマス!（2014年4月2日 - 9月24日、ニッポン放送） - 倉持・中村麻+NMB48（梅田）の3名が週替わりで水曜中継リポーターを務めた。
- ティー・バイ・ティー・ガレージ presents さややパルプンテラジオ（2015年1月4日 - 4月5日、エフエム北海道） - 川本+メンバー1名
- リッスン? 2-3（2015年7月3日 - 2018年3月30日、文化放送） - メンバー1名が月替わりで木曜パーソナリティを務める[364]。
- AEON LakeTown presents 向井地美音（AKB48）のみーおんたいむ♪（2015年10月1日 - 2018年3月29日、FM NACK5） - 『The Nutty Radio Show おに魂』『Nutty Radio Show THE魂』木曜内コーナー、向井地・佐々木優佳里[365]
- AKB48 Team 8 今夜は帰らない…（2017年4月3日 - 2022年9月26日、CBCラジオ） - チーム8[注釈 41][366]
- AKB48チーム8のこれを聴かんと眠れんよぉ〜!!（2017年7月7日 - 2021年3月26日、四国放送ラジオ） - チーム8[367]
- AKB48 2029ラジオ〜10年後の君へ〜（2019年4月8日 - 2021年3月29日、ニッポン放送） - 向井地（メインパーソナリティ）+メンバー数名[368][369]
- TOKYO FMサンデースペシャル『スカルプD Presents 頭髪の日＆誕生日記念！AKB48冠番組争奪バトル！』（2021年10月17日、TOKYO FM）[370]
- 太田胃散 presents Friday Night Party AKB48 噂の忘年会（2021年12月3日 - 31日、TOKYO FM） - AKB48[371]
- NBC創立70周年特別企画 AKB48×NBCラジオ 3時間スペシャル（2022年6月13日、NBCラジオ）[372]
- AKB48のあきたコレBUZZ!〜最近聞いでけだが?〜（2022年7月2日 - 9月24日、エフエム秋田） - メインMC・浅井[373][374]
- AKB48、最近ちちゅん? 新センター千葉のまことーそーけー なんくるないさ〜（2022年10月7日、RBCiラジオ） - 大盛・千葉・山内瑞[375][376]
- 太田胃散 presents Friday Night Party AKB48久しぶりの忘年会（2022年12月2日 - 30日、TOKYO FM） - AKB48[377]
- HADO NIGHT!元気になるなる!チーム4ラジオ!（2023年1月4日 - 25日、bayfm） - 倉野尾チーム4[378]

### ポッドキャスト
- ともとものヤギさん、おいで〜♪（2008年4月7日 - 2010年9月、TBS RADIO podcasting954） - 板野・河西

### インターネットラジオ
- AKB48柏木由紀と高城亜樹のオールナイトニッポンモバイル（2010年1月20日 - 2012年、モバイル1242） - 柏木・高城[379]
- AKB48のオールナイトニッポンモバイル（2010年4月9日 - 2012年2月17日、モバイル1242 / AKB48 Mobile） - 毎回メンバー1名ずつが担当[380]

## CM・キャンペーン

### 2014年以前開始の企業・団体
- NTTドコモ
  - FOMAテレビ電話サービス
    - 「友達紹介」篇・「振り付け」篇・「デビュー!」篇・「AKB48って?」篇・「コラボ（ティザー）」篇（2006年1月3日 - 2月） - チームA

  - 応援学割2012
    - 「6年前の私＜応援＞」篇（2012年1月14日 - 3月） - 小嶋陽・指原・篠田・高橋み・前田敦・大島優・峯岸・横山由・柏木・渡辺麻
    - 「6年前の私＜ライブ＞」篇（2012年1月28日 - 3月） - 小嶋陽・指原・篠田・高橋み・前田敦・大島優・峯岸・横山由・柏木・渡辺麻
    - 「それぞれの、はじめる」篇（2012年3月30日 - 5月） - 前田敦・チーム4

  - 応援学割2013 - 篠田・高橋み・横山由・渡辺麻・大島優・柏木・小嶋陽・島崎
    - 「AKBダケ」篇（2013年1月18日 - 3月）
    - 「初めての告白を応援」篇（2013年2月17日 - 3月）
- 公共広告機構 → ACジャパン
  - 「3Rで地球を救おう」篇（2006年度） - 大島麻・小嶋陽・佐藤由・篠田・峯岸
  - 「今、わたしにできること・呼びかけ」篇（2011年3月） - 高橋み・前田敦・大島優
- リクルート → リクルートホールディングス
  - タウンワーク社員[381]
    - 「ハナサクプロジェクト 宣言」篇（2008年1月9日 - 3月） - 大島麻・川崎・小嶋陽・駒谷仁美・佐藤由・篠田・戸島・成田梨紗・秋元・梅田彩・小林香菜・佐藤夏・野呂・松原・宮澤

  - タウンワーク[381]
    - 「ハナサクプロジェクト 展開」篇（2008年1月23日 - 3月） - 大島麻・川崎・小嶋陽・駒谷・佐藤由・篠田・戸島・成田梨・秋元・梅田彩・小林香・佐藤夏・野呂・松原・宮澤

  - ゼクシィ - ナレーション[注釈 42][382]
    - 「今月のゼクシィ」CM（2016年8月 - 2017年1月）
    - 「ふたりの法則」誓い篇（2016年8月22日 - ）[383]
    - 「ふたりの法則」ベールアップ篇（2016年12月）[384]
- フェリカネットワークス
  - 「10WEEKS スマイルキャンペーン」 AKB48モーニングコール（2008年9月26日 - 10月20日）[385]
- 東京都（2008年10月 - ） 
  - 東京都選挙管理委員会
    - 2011年東京都知事選挙（2011年3月21日 - 4月10日） - 片山・倉持・小嶋陽・篠田・中田・松原・秋元・梅田彩・大島優・松井咲・宮澤・佐藤亜・佐藤夏
    - 2012年東京都知事選挙（2012年11月 - 12月16日） - 高橋み・横山由・板野
- デジタルメディアマート（現・DMM.com）
  - 「10周年」篇（2009年2月28日 - 3月） - 板野・大島麻・北原・小嶋陽・篠田・高橋み・藤江れ・前田敦・峯岸・宮崎美・大島優・小野・河西・倉持・宮澤・柏木・指原・渡辺麻
- 読売新聞社
  - 読売新聞創刊135周年「バースデーケーキ」篇（2009年6月22日 - 7月） - 板野・小嶋陽・篠田・高橋み・藤江れ・前田敦・宮崎美・大島優・小野・河西・宮澤・柏木
- 三菱化学メディア（現・三菱ケミカルメディア）
  - Verbatim「記録せよ! AKB4800!」（2009年11月16日 - 12月31日）[386]
- レコチョク（2010年2月1日 - 3月21日） - 板野・小嶋陽・佐藤亜・高橋み・大島優・宮澤・柏木
- AOKIホールディングス
  - フレッシャーズスーツ 『フレッシャーズ48コーデ』「新生活」篇・「初めてのスーツ」篇（2010年2月11日 - 4月）[387] - 組閣後の正規メンバー（篠田・梅田彩除く）46名・島崎+SKE48（松井珠）
- 日本中央競馬会 (JRA) （2010年 - 2012年）
  - 「CLUB KEIBA／うっかり変身」篇（2010年2月21日 - ） - 小嶋陽・篠田・大島優[388]
  - 中京競馬場グランドオープン「行くね」篇・「来ました」篇（2012年） - 篠田+SKE48（松井玲）
  - SMART!JRA AKBのガチ馬（2012年4月15日 - 5月27日） - 天皇賞（春）開催時点で20歳以上のAKB48メンバー[注釈 43]
  - SMART!JRA AKBのガチ馬2 リベンジ（2012年11月25日 - 12月23日） - ジャパンカップ開催時点で20歳以上のAKB48メンバー[注釈 44]
- トライグループ
  - トライ式高等学院
    - 「大阪城ホール」篇・「ダンスレッスン」篇・「自宅」篇（2010年2月24日 - 2011年3月）[389] - 小野・佐藤す・渡辺麻

  - 家庭教師のトライ
    - 「夏キャンペーン」篇（2011年6月20日 - 7月） - 正規メンバー全員（篠田・米沢瑠美・奥・鈴木紫帆里を除く）・阿部マ・山口菜有
    - 「語りかけるAKB48 100日前」篇（2011年11月2日 - ）[390]
    - 「合格応援キャンペーン」篇（2011年11月 - 2012年2月） - 小嶋陽・篠田・高橋み・前田敦・板野・大島優・柏木・渡辺麻
- 環境省
  - チャレンジ25学園（2010年3月20日 - 夏ごろ） - 高城・藤江れ・秋元・倉持・多田愛・指原・小森・佐藤す
- 日本歯科医師会（2010年4月 - 6月、ズームイン!!SUPER・AKBINGO!内限定） - 北原・宮澤・前田亜
- カゴメ
  - 野菜一日これ一本（2010年5月10日 - 2012年7月） - 「野菜シスターズ」
    - 「これイチ 残業」篇・「これイチ 部長」篇（2010年5月10日 - 6月）[注釈 45][391]
    - 「これイチ AKB48野菜スライダー男性」篇・「これイチ AKB48野菜スライダー女性」篇（2011年7月2日 - 9月）[注釈 46][392]
    - 「これイチ ベジレンジャー登場」篇（2012年6月9日 - 7月） - 指原・高城・高橋み・前田敦・板野・峯岸・横山由・柏木ほか22名
    - 「これイチ ベジレンジャーロボ」篇（2012年6月12日 - 7月） - 指原・高城・高橋み・前田敦・板野・峯岸・横山由
- セブン&アイ・ホールディングス
  - セブン-イレブン・ジャパン
    - 「AKB48フェア」AKB48ウェファーチョコ チームA・チームK・チームB（2010年11月25日 - ）[393]
    - 「セブン-イレブンフェア」篇（2010年7月11日 - 12月）[注釈 47]
    - 「クリスマスケーキ」篇（2010年11月1日 - 12月）[注釈 48]、（2011年11月1日 - 12月）[注釈 49]、（2012年11月 - 12月）[注釈 50]
    - クリスマスケーキ「クリスマス ドアを開けたら」恋人篇・友人篇・家族篇（2011年11月12日 - 12月） - 高橋み・前田敦・板野・大島優・渡辺麻[394]
    - バレンタインフェア「ビターは本命チョコ」篇（2012年1月27日 - 2月） - 高橋み・前田敦・板野・大島優
    - 「レインスタイルコレクション」篇（2012年5月22日 - 6月30日） - 倉持・高城・板野・柏木

  - セブンネットショッピング
    - （2011年11月11日 - 2012年2月） - 柏木・倉持・高城
    - 『AKB48 UNDER GIRLS 写真集』「自分で選んで3150円」篇（2012年10月4日 - 11月） - 倉持・高城・秋元・佐藤亜・増田・島崎+SKE48（大矢真那・木﨑・須田・矢神・小木曽汐莉・高柳・秦・古川愛李）+NMB48（山本彩・渡辺美）

  - セブン-イレブン台湾「辰年ファッションショー」篇（2012年1月17日 - 2月初旬） - 指原・高城・高橋み・前田敦・大島優・宮澤・横山由・柏木
- 農林水産省
  - めざましごはん（2010年9月10日 - 12月） - 岩佐・前田敦・前田亜・仁藤・藤江れ・石田晴・小森・佐藤亜・佐藤す[395]
- カスペルスキー（販売代理店: ジャストシステム）
  - AKB48カスペルスキー研究所プロジェクト（2010年9月28日 - 11月15日） - 前田敦・大場・島田・竹内美宥・永尾・森杏奈・横山由・阿部マ・市川美・加藤玲・金沢有希[396][397]
    - Kaspersky Internet Security 2011「解放」篇（2010年9月28日 - 10月17日）[398]
- NTTぷらら / アイキャスト
  - AKB48×ひかりTV（2010年10月21日 - 11月）[注釈 51]
  - ひかりTV×AKB48 コント番組
    - （2011年8月19日 - 8月末）[399]
    - （2011年9月22日 - 9月29日）[400]
    - （2011年11月28日 - 12月11日） - 小嶋陽・指原・篠田・峯岸[401]

  - ひかりTV × AKB48「ガチチャレ 番組告知」篇（2012年8月1日 - ）[402]
  - ひかりTV × AKB48のガチチャレ「サイコロ」篇・「手料理晩餐会」篇（2012年12月） - 島崎・高橋み・横山由・渡辺麻
  - ひかりTV AKB48コント番組「出番ですよ」篇（2013年7月26日 - 8月11日） - 大島優・柏木・島崎・横山由・渡辺麻[403]
  - AKB48コント「何もそこまで…」（2013年12月） - 横山由・渡辺麻
  - 「AKB48劇場公演 ドラフト選抜」篇（2013年12月23日） - 西山怜那・後藤・横島亜衿[404]
- ヒーローズ
  - 月刊ヒーローズ（2010年10月末） - 第3回選抜総選挙・西武ドームライブ映像使用
- サイバーエージェント
  - アメーバピグ（2010年10月） - MINT[405]
- エスエス製薬
  - ハイチオールB - 小嶋陽・篠田・大島優
    - 「AKB!!ニキビ!!」篇（2010年11月8日 - 12月）
    - 「ニキビに効いていく」篇（2012年7月31日 - 9月）
- UHA味覚糖
  - ぷっちょ
    - 「AKB48ちょ」（2010年8月）[406]
    - 「AKB48ちょ ストラップ」篇（2010年11月13日 - 2011年2月）[注釈 52]
    - 「卒業式」篇（2011年3月14日 - 5月）[注釈 53]
    - 「ビキニで踊りながら変身」篇（2011年5月25日 - 7月）[注釈 54]
    - 「じゃんけん選抜」篇（2011年12月 - 2012年1月）[注釈 55]
    - 「リレー」篇（2012年3月15日 - 4月）[注釈 56][407]
    - 「ぷっちょで歌のお姉さん」篇（2012年8月25日 - 9月）[注釈 57][408]
    - 「謎の新メンバー」篇（2012年11月17日 - ）[409][注釈 58]
- 日本ヒューレット・パッカード
  - HP 冬コレクション feat. AKB48「冬コレ篇」（2010年11月19日 - 2011年1月） - 小嶋陽・高城・篠田・宮澤・柏木・森[410]
  - 「HP春コレ ストリートfeat. AKB48」篇（2011年1月19日 - 3月） - 小嶋陽・篠田・高城・柏木・宮澤・森
  - 「春コレ キャンパスデビュー」篇・「春コレ オフィスデビュー」篇（2011年3月18日 - 6月） - 小嶋陽・高城・篠田・宮澤・横山由・柏木[411]
  - HP SUPPORT ANGELS starring AKB48「Hyper Music」篇・「Social Collabo ration」篇・「サポートエンジェル」篇（2011年7月9日 - 9月） - 倉持・指原・高城・前田亜・大島優・松井咲・宮澤・柏木・佐藤す
  - HP SUPPORT ANGELS NEXT starring AKB48（2011年10月7日 - 11月） - 篠田・大島優+SKE48（松井玲）
  - HP SUPPORT ANGELS NEXT starring AKB48「HPサポートエンジェルNEXT タッチ」篇（2011年10月7日 - ） - 大島優・柏木・小嶋陽・篠田・宮澤・松井玲（SKE48）[412]
  - HP SUPPORT ANGELS starring AKB48「HPサポートエンジェルNEXT モバイル」篇（2011年11月26日 - 2012年1月） - 小嶋陽・篠田・大島優・宮澤・柏木+SKE48（松井玲）[413]
  - Love PC,Love HP 各篇（2012年2月23日 - 3月） - 小嶋陽・篠田・前田敦・板野・光宗[414]
  - HP Ultrabook Campaign feat. AKB48「HP デカ薄ウルトラ」篇（2012年7月14日 - 9月） - 渡辺麻・入山・大場・島崎・永尾+SKE48（松井珠）[415]
- 兵衛旅館（有馬温泉）
  - 「AKB48×兵衛向陽閣」（2010年 - 2011年） - 高城・峯岸・宮澤・河西・柏木[416]
- エイチ・アイ・エス (H.I.S.)
  - 「初夢フェア」篇（2010年12月27日 - 2011年1月上旬） - 小嶋陽・指原・篠田・高城・高橋み・前田亜・仁藤・峯岸・宮澤・横山由・河西・柏木・北原・小森・森[417]
  - 「旅はあなたを元気にする!」篇（2011年4月28日 - 6月） - 岩佐・倉持・小嶋陽・高城・高橋み・前田亜・峯岸・柏木・北原・渡辺麻
  - 「スーパーサマーセール」篇（2011年7月13日 - 8月） - 高城・高橋み・北原・渡辺麻・阿部マ・大場
- プレナス
  - ほっともっと
    - 「GO!カツフェア」篇・「クリームシチューカツ丼」篇・「お好みソースカツ丼」篇（2011年1月1日 - 3月下旬）[注釈 59]
    - （2011年4月 - 6月ごろ） - チキンタツターズ（指原・高橋み・峯岸・北原）
    - 「ロースカツ丼」篇（2012年1月6日 - 3月） - 高橋み・板野・北原
    - 「塩から揚げ」篇（2012年5月 - 7月） - 高橋み・板野・柏木
    - 「一緒に、食べよ。（新ビーフステーキ弁当）」篇（2012年7月 - 9月） - 高橋み・横山由
    - 「一緒に、食べよ。（ハンバーグ弁当）」篇（2012年7月 - 9月） - 北原・渡辺麻
- 京楽産業. (KYORAKU)
  - CRびっくりぱちんこ 銭形平次 with チームZ（2011年1月28日 - 6月） - チームZ
- 自転車協会
  - BAAマーク
    - 「チェック!BAA」篇（2011年2月10日 - 3月・2012年1月 - 12月）[注釈 60][418][419]
    - 「ついてる」篇（2013年2月 - 4月） - 入山・川栄・渡辺麻・加藤玲・島崎
- Parmy
  - Serend セレンド × AKB48「AKB48を、母校に、呼ぼう。つながれ母校選手権」（2011年2月10日 - 5月[注釈 61]）[420]
- アサヒ飲料
  - WONDA
    - 「WONDA×AKB48 ワンダフルルーレット」キャンペーン (2011年3月1日 - 5月21日)[421][422]
      - 「朝のあいさつ」篇（2011年3月1日 - 4月上旬） - 小嶋陽・高橋み・前田敦・板野・大島優[423]
      - 「ディーラー」篇（2011年3月1日 - 4月上旬） - 小嶋陽・高橋み・前田敦・板野・大島優[421]

    - 「WONDA×AKB48 帰って来た! ワンダフルルーレット2」キャンペーン (2011年12月1日 - )[424]
      - 「ワンダフルルーレット2」篇（2011年12月1日 - 2012年2月） - 小嶋陽・篠田・高橋み・前田敦・大島優・柏木・渡辺麻[425]

    - 「WONDA×AKB48 今度はレースだ!ワンダフルレース」キャンペーン（2012年4月3日 - 5月31日）[426]
      - 「ワンダフルレース」篇（2012年4月3日 - 5月中旬） - 小嶋陽・篠田・高橋み・前田敦・板野・大島優・柏木・渡辺麻・指原・横山由[427][428]

    - WONDA モーニングショット
      - 「席朝族27%」篇（2011年4月12日 - 5月下旬） - 小嶋陽・篠田・高橋み・前田敦・板野・大島優
      - 「映画もしドラ応援」篇（2011年5月28日 - 7月中旬） - 前田・峯岸[429]
      - 「私も飲みたい」篇（2011年9月20日 - 11月） - 小嶋陽・篠田・高橋み・前田敦・板野・大島優[430]
      - 「メッセージ ○○」篇（2012年2月28日 - 3月末） - AKB48全メンバー90名（13期生まで）※「○○」は各メンバー名[431]
      - 「新社会人応援メッセージ」篇（2012年4月2日限定） - 小嶋陽・指原・篠田・高城・高橋み・前田敦・板野・大島優・横山由・柏木・渡辺麻[432]
      - 「記者会見」篇（2012年8月29日 - 9月上旬） - 小嶋陽・篠田・高橋み・板野・大島優・柏木・渡辺麻、「日本全国じゃんけん大会」開催PR[433]
      - 「朝の会議・モーニングX出た」篇（2012年9月25日 - 10月） - 小嶋陽・篠田・高橋み・板野・大島優・峯岸[434]
      - 「朝の会議・明日は、今日より、ワンダフル」（2012年11月10日 - 12月下旬） - 高橋み・板野・大島優・小嶋陽
      - 「朝の元気」篇（2013年1月23日 - ） - 大島優[435][436]
      - 「ICカード」篇（2013年4月5日 - 4月18日） - 篠田・島崎
      - 「朝は、赤!」篇（2013年9月24日 - 2014年2月） - 高橋み・横山由・渡辺麻・大島優・柏木・小嶋陽・島崎[437]
      - 「円陣」篇（2014年4月8日 - 8月下旬） - 高橋み・渡辺麻・柏木・島崎・横山由 + 入山・岩立・加藤玲・川栄・佐々木・島田・田野・永尾・武藤十[438]
      - 「円陣（新社会人）」篇 - 上記の別バージョン
      - 「おはよう」篇（2014年9月13日 - 2015年3月下旬） - 渡辺麻・柏木・横山由・木﨑・チーム8全員[439][440]
      - 「すべての朝に」篇（2014年9月15日 - 2015年3月下旬） - 渡辺麻・島崎・小嶋陽
      - 「毎日朝専用」篇（2015年4月7日 - ） - 渡辺麻・柏木・高橋み・横山由・島崎+チーム8（坂口渚・横山結・岡部・小田・佐藤栞・太田奈・中野・倉野尾）[441][442]
      - 「秋登場」篇（2015年9月15日 - ） - 指原（HKT48）・柏木・渡辺麻・高橋み・松井珠・宮脇・宮澤（SNH48/SKE48）・島崎・横山由・渡辺美・松村香（SKE48）・高柳（SKE48）・柴田（SKE48）・武藤十・兒玉・須田（SKE48）・小栗・倉野尾・坂口渚・山田菜々美[443][注釈 62]

    - WONDA 金の微糖
      - 「金言」篇（2011年4月5日 - 6月） - 篠田・前田敦・板野
      - 「かがやく歌声」篇（2011年11月8日 - 2012年3月） - 小嶋陽・篠田・高橋み・前田敦・板野・大島優・柏木・渡辺麻[444]
      - 「金環日食」編（2012年5月8日 - ） - 大島優・小嶋陽・篠田・高橋み・前田敦・渡辺麻[445]
      - 「メール」篇（2012年10月23日 - 12月） - 小嶋陽・高橋み・板野・大島優[446]
      - 「笑って」篇（2013年2月16日 - 3月） - 渡辺麻[447]
      - 「回転」編（2013年5月21日 - ） - 小嶋陽・島崎[448]
      - 「こころの声」篇（2013年10月8日 - 2014年1月下旬） - 大島優・島崎・渡辺麻・高橋み[449]
      - 「次の一歩へ」篇（2014年2月1日 - 3月下旬） - 大島優・島崎・渡辺麻[450]
      - 「男の輝き」篇（2015年11月10日 - ） - 指原（HKT48）・柏木・渡辺麻・高橋み・松井珠・宮脇・宮澤（SNH48/SKE48）・横山由・渡辺美・武藤十[451]

    - WONDA ゼロマックスプレミアム
      - 「オレってプレミアム」篇（2011年4月19日 - 6月） - 篠田・前田敦・板野・大島優・渡辺麻
      - 「ワンダ ゼロマックス 缶コーヒーに負けた」篇（2011年10月18日 - 12月） - 高橋み・前田敦・大島優[452]
      - 「ダンス」篇（2012年4月3日 - 6月） - 指原・篠田・高橋み・前田敦・板野[453]

    - WONDA アイムフリーブラック
      - 「期待の新人」篇（2011年6月21日 - 8月） - 篠田・前田敦・板野・大島優・横山由・河西・渡辺麻[454]

    - WONDA 特製カフェオレ
      - 「目を閉じちゃう」篇（2011年9月26日 - 11月） - 前田敦・大島優・柏木[455]
      - 「ハグ」篇（2012年4月17日 - 6月） - 小嶋陽・篠田・高橋み・前田敦・大島優・渡辺麻[456]

    - WONDA モーニングショットホットブラック
      - 「目覚め」篇（2011年11月1日 - 12月） - 篠田・前田敦・大島優・渡辺麻[457]

    - WONDA モーニングショットブラック
      - 「みんなに元気を!・朝の白シャツ」篇（2012年3月13日 - 4月下旬） - 指原・篠田・前田敦

    - WONDA フレーバーズ
      - 「みんなの驚き」篇（2013年5月7日 - 6月下旬） - 大島優・渡辺麻・小嶋陽・横山由[458]

    - WONDA 傑作
      - 「名画」篇（2013年10月22日 - 12月） - 大島優・渡辺麻・島崎[459]

    - WONDA ゴールドブラック －金の無糖－[460]
      - 「メッセージ」篇（2014年1月7日 - 3月下旬） - 大島優・渡辺麻・島崎
      - 「高級豆」篇（2014年1月7日 - 3月下旬） - 渡辺麻・大島優・島崎
      - 「トライアル」篇（2014年1月7日 - 3月下旬） - 島崎・渡辺麻・大島優

    - WANDA 金のラテ
      - 「濃厚体験」篇（2014年5月27日 - ） - 渡辺麻/島崎[461]

    - WONDA グランドワンダ
      - 「リフレッシュ」篇（2015年10月6日 - ） - 入山・加藤玲・島崎・横山由[462]

    - WANDA×AKB48 「AKB48危機一発!!キャンペーン」（2013年4月1日 - 6月13日）[463]
    - WANDA×AKB48キャンペーン（2013年12月2日 - 2014年2月20日）[464]
      - 「WONDAの先に」篇（2013年12月2日 - ） - 渡辺麻+ライブ映像、「ワンダ限定！スペシャルイベント AKB48非売品ライブ」招待の告知CM

    - WANDA×AKB48「ワンダフルあみだくじ」キャンペーン（2014年12月1日 - 2015年2月20日）[465]
      - 「あみだくじ」篇（2014年12月1日 - ） - 高橋み・渡辺麻・柏木・木﨑・島崎・チーム8[466]
- 日本赤十字社[467]
  - 日本赤十字社×AKB48（2011 - 2014年）[注釈 63]
    - もっとよく知る赤十字!（2011年）[注釈 64]
      - 「僕にできること。」篇 - 高橋み・前田敦・大島優・渡辺麻 [468]

    - 赤十字を知ってほしい。もっと。（2012年）- 高橋み・篠田・柏木・島崎・入山・加藤玲
      - 「赤十字を考える。対話 赤十字マーク」篇 - 篠田・島崎がメイン+他4名
      - 「赤十字を考える。対話 事業」篇 - 柏木・入山がメイン+他4名
      - 「赤十字を考える。対話 活動資金」篇 - 高橋み・加藤玲がメイン+他4名 [469]

    - JOIN !赤十字は、あなたの力を待っている。（2013年）
      - 「JOIN !救急法の講習」篇 - 高橋み+HKT48（兒玉遥）[470]
      - 「JOIN !病院ボランティア」篇 - 渡辺麻+SKE48（松井玲）[471]
      - 「JOIN !防災ボランティア」篇 - SKE48（松井珠）+NMB48（山本彩）

    - JOIN !赤十字は、あなたの力を待っている。（2014年）
      - 「JOIN !学生ボランティア」篇（2014年8月 - 12月） - 柏木・木﨑 [472]
- 江崎グリコ
  - アイスの実
    - 「アイスのくちどけ」篇（2011年6月13日 - 8月） - 篠田・高橋み・前田敦・板野・大島優・渡辺麻・江口愛実
    - 「AKB48殺人事件 FILE1」篇（2012年6月25日 - 7月24日） - 指原・篠田・高橋み・前田敦・板野・大島優・峯岸・柏木・阿部マ・大場・市川美・入山・加藤玲・永尾・山内鈴ほか数名
    - 「AKB48殺人事件 FILE2」篇（2012年7月25日 - 8月21日） - 篠田・高橋み・前田敦・板野・大島優・峯岸・川栄・永尾+HKT48（指原）
    - 「AKB48殺人事件 FILE3」篇（2012年8月22日 - 8月28日） - 高城・高橋み・前田敦・板野・峯岸・柏木・渡辺麻・大場・加藤玲・川栄・竹内美宥・佐々木
    - 「AKB48殺人事件 FILE4」篇（2012年8月29日 - 9月11日） - 倉持・小嶋陽・峯岸・松井咲・宮澤・横山由・柏木+卒業生（前田敦）
    - 「AKB48殺人事件 FILE5」篇（2012年9月12日 - 9月下旬） - 高橋み・大島優・渡辺麻・大場・加藤玲+卒業生（前田敦）

  - パピコ
    - 世界一相性の良い人とパピコを半分こ。「AKB48と相性診断パピコ」キャンペーン[473]
      - 「相性診断パピコ」篇・「ホントにパピコを半分こ」篇・「相性診断パピコ 結果」篇（2013年5月3日 - 9月） - 川栄・篠田・高橋み・横山由・渡辺麻・板野・大島優・北原・柏木・加藤玲・小嶋陽・島崎[474]
      - 「相性診断パピコ 島崎遥香」篇（2013年7月22日 - ）[475]

    - 「大人AKB48 募集告知」篇（2014年3月） - 渡辺麻・島崎・川栄・小嶋真・大和田[476]
    - 「大人AKB48 登場」篇（2014年5月14日 - 7月20日） - 塚本まり子・渡辺麻・島崎・川栄・小嶋真・大和田[476][477][478]
    - 「大人AKB48 卒業」篇（2014年7月21日 - 8月中旬） - 塚本・渡辺麻・島崎・川栄・小嶋真・大和田[476][479]
    - 「パピプペパピコゲーム」篇（2015年7月1日 - ） - 渡辺麻・柏木・島崎・横山由・小嶋真・向井地・田野・高橋朱・山田菜々美・坂口渚[480][481]
    - 「福澤さんと対決」篇（2015年7月 - ） - 渡辺麻・柏木・島崎・横山由・小嶋真・向井地・田野・高橋朱・山田菜々美・坂口渚[480]
    - 「ガチバトル 楽屋」篇（2015年7月 - ） - 渡辺麻・柏木・島崎・横山由・小嶋真・向井地・田野・高橋朱・山田菜々美・坂口渚[481]
- エクシング
  - JOYSOUND×UGA「うたスキ動画」篇（2011年6月17日 - 8月） - 大家・指原・前田敦・小森・宮崎美
  - AKB48×JOYSOUND「なぜAKB48が女医さん?」篇（2012年7月17日 - 9月） - ネクストガールズ、岩佐・片山・仲川・中田・仲谷・前田亜・藤江れ・小林香・宮崎美・永尾・田野+SKE48（向田・松村）+NMB48（福本愛菜・山田菜々）+HKT48（宮脇）[482]
  - 日本全国、歌って踊ろう!「AKB48×JOYSOUND f1」全国採点ONLINEキャンペーン（2013年8月9日 - 2014年1月1日） - 大島優・渡辺麻・柏木・篠田・高橋み・小嶋陽・板野・島崎・横山由+SKE48（松井珠・松井玲・須田）+NMB48（山本彩・渡辺美）+HKT48（指原）+SNH48（宮澤）
  - 日本全国、歌って踊ろう!「AKB48×JOYSOUND f1」みんなのうたスキ動画をアップしよう！キャンペーン（2013年11月25日 - 2014年1月20日）[483]
  - AKB48×JOYSOUND コラボキャンペーン（2015年5月20日 - 6月30日）[484]
- アパマンショップネットワーク
  - 「アパマン48キャンペーン」篇（2011年8月1日 - 10月） - 指原・篠田・高城・高橋み・前田敦・板野・大島優・峯岸・柏木・北原・渡辺麻
  - 「アパマン48キャンペーン」篇（2012年7月21日 - 11月） - 小嶋陽・篠田・高橋み・板野・梅田彩・大島優・峯岸・宮澤・横山由・河西・柏木・北原・渡辺麻+SKE48（松井珠・松井玲）+HKT48（指原）
  - 「祝!新生活キャンペーン中」（2012年1月5日 - 4月） - 小嶋陽・指原・篠田・高橋み・前田敦・板野・大島優・柏木・渡辺麻
- グルーポン・ジャパン
  - 「教えて地元48」篇（2011年8月1日 - 9月） - 高橋み・横山由→高橋み・峯岸・横山由・宮崎美+SKE48（松井玲・石田安奈・秦佐和子・松村香織）+NMB48（小谷里歩・上西恵・白間美瑠・山本彩）
- ピーチ・ジョン（2011年8月8日 - 9月） - 大島優・小嶋陽・河西[485]
- TBCグループ（2011年8月25日 - 2012年） - 前田敦・大島優[486]
  - エステティックTBC
    - 「TBC 3つの鍵」篇（2011年9月10日 - ）[487]
    - 「HAPPY BEAUTY TBC」篇、エピレ「エピレでキレイに」篇（2012年5月8日 - ）[488]
- バンダイナムコゲームス（現・バンダイナムコエンターテインメント）
  - 太鼓の達人（『太鼓の達人 Wii 決定版』）（2011年10月26日 - ） - 板野・河西・小嶋陽・高橋み・渡辺麻[489]
  - 太鼓の達人×AKB48 プレゼントキャンペーン（2011年11月16日 - ）[490]
- 講談社
  - ヤングマガジン（2011年10月30日） - 『報道ステーション SUNDAY』内[491]、YM7
- アリさんマークの引越社（2011年12月18日 - 2012年末） - 多田愛・指原・高城・板野・大島優・横山由・柏木・北原・入山・島崎
- サンリオ
  - AKB48×ハローキティ（2011年8月 - 終了） - コラボレーショングッズ[492]
  - AKB48ちゃんりお（2016年） - 「ちゃんりおメーカー」「サンリオキャラクター」とのコラボレーションキャンペーン[493][注釈 65]
  - AKB48 Team8 × HelloKitty POP UP STORE（2022年6月17日 - 26日、東京・SHIBUYA109 渋谷店 / 大阪・SHIBUYA109 阿倍野店）[495]
- はるやま商事
  - 「2012 フレッシャーズ」篇（2012年2月1日 - 4月） - 小嶋陽・指原・篠田・高城・高橋み・大島優・峯岸・宮澤・横山由・柏木・北原・渡辺麻[496]
  - 「決める時はビシッと決めろ」篇（2012年2月 - 4月） - 小嶋陽・指原・篠田・高城・高橋み・大島優・峯岸・宮澤・横山由・柏木・北原・渡辺麻
  - 男前スマートスーツ
    - 「男前クールビズ」篇（2012年5月9日 - 7月） - 大島優・高橋み・篠田・小嶋陽・高城・峯岸・横山由[497]
    - 「新登場」篇（2012年10月11日 - 12月） - 大島優・渡辺麻・高橋み・柏木・篠田・小嶋陽・北原・高城・峯岸・宮澤・横山由
- 内閣府
  - 平成23年度自殺対策強化月間（2012年3月） - 高橋み・篠田・板野・横山由・北原
- グリー
  - GREE AKB48 ステージファイター[498]
    - 「第1回ステージファイター選抜メンバー」篇（2012年3月23日 - 4月30日） - 大島優・柏木・横山由・宮澤・渡辺麻・岩佐・永尾・北原[499]
    - 「第2回センター争奪バトルイベント」篇（2012年10月5日 - 10月19日） - 高城・柏木・北原・渡辺麻・入山・川栄・加藤玲・島崎
    - 「第2回ステージファイター選抜メンバー」篇（2013年1月18日 - 6月） - 篠田・板野・大島優・永尾・石田晴・大家・柏木・小嶋陽
    - 「第3回センター争奪バトル」篇（2013年7月30日 - 8月下旬） - 大島優・高橋み・柏木・小嶋陽・島崎・横山由・渡辺麻[500]
    - 「第3回ステージファイター選抜メンバー」篇（2014年2月7日 - 3月下旬） - 大島優・松井珠・柏木・高橋み・高橋朱・倉持・島崎・伊豆田
    - 「第4回センター争奪バトルイベント・一緒に踊ろう」篇（2014年7月31日 - 8月上旬） - 渡辺麻・小嶋陽・横山由・高橋朱・加藤玲・岡田奈・大島涼[注釈 66]
    - 「第4回センター争奪バトルイベント・一緒に踊ろう (中間速報)」篇
    - 「第4回センター争奪バトルイベント・特別劇場公演」篇[注釈 67]
    - 「第5回センター争奪バトルイベント・ステージパレード」篇（2015年8月22日 - ） - 渡辺麻・横山由・柏木・向井地・川本・坂口渚・山田菜々美[注釈 68][501]
    - 「5年前と今」篇（2016年10月18日 - ） - 大島涼・島崎・宮脇・渡辺麻・川本・向井地・木﨑・岩立[502][503]
    - 「AKB48に興味のない男 VS AKB48」（2017年10月20日 - ） - 川本・向井地・坂口渚・岩立・北川・込山・宮脇・村山
- Google
  - Google+ / GALAXY NEXUS（2012年3月24日 - 4月下旬） - 片山・倉持・高城・仲川・田名部・藤江れ・松井咲・横山由・石田晴・北原・鈴木紫・仲俣+（松井玲・松村）+NMB48（山口夕・山本彩）
- NOTTV[504]（2012年4月1日 - 、mmbi） - 片山・中塚・中村麻
- 日清食品
  - カップヌードル「REAL」篇（2012年4月14日 - ） - 前田敦・高橋み・島崎・指原・岩田
  - カップヌードルライト「夏はICEで!カップヌードルライト」篇（2012年5月 - 6月） - 大島優・指原・篠田・小嶋陽
  - カップヌードル「REAL」篇（2012年7月1日 - 9月初旬） - 大島優・小嶋陽・松井咲・峯岸・入山
  - カップヌードル「宣伝司令」篇・「○○の宣伝」篇（2012年9月8日 - 10月下旬） - 柏木・渡辺麻・板野 ※「○○」は各メンバー名
  - カップヌードル「REAL」篇（2012年10月6日 - 12月31日） - 渡辺麻・板野・宮澤・川栄+SKE48（松井珠）
  - カップヌードル「REAL」篇（2013年1月1日 - 3月31日） - 柏木・篠田・横山由・北原・加藤玲
- 角川ゲームス / エンターブレイン
  - AKB48+Me（2012年10月） - 板野・大島優・柏木・小嶋陽・高橋み・峯岸・渡辺麻[505]
- 財務省
  - 東日本大震災復興応援国債（2012年12月6日 - 2013年2月） - 渡辺麻・大島優・高橋み・島崎・岩田
- ユーキャン
  - AKBチャレンジユーキャン！（2013年1月 - 9月） - 横山由・大島優・渡辺麻・高橋み・篠田・板野・柏木・島崎・北原
    - WEBムービー第2弾（2013年1月18日 - ） - 横山由・篠田・高橋み[506]
    - キャンペーンポスター 渋谷駅・新宿駅 駅構内ジャック（2013年1月21日 - 27日）
    - WEBムービー第3弾（2013年2月1日 - ）[507]
    - 「応援 大島優子」篇（2013年2月3日 - ） - 横山由・大島優[508]
    - 「WEBアテンション2」篇（2013年3月31日 - ）[509]
    - 「勉強中」篇（2013円4月3日 - ）
    - 「ダイジェスト」篇（2013年8月18日 - ）[510]
    - AKB横山由依 合格おめでとうキャンペーン（2013年8月19日 - 9月18日）[511]
    - 「二足のわらじ」篇（2013年8月22日 - ）

  - AKBチャレンジユーキャン！2014（2014年1月 - 8月中旬） - 川栄・大島優・渡辺麻・柏木・高橋み・小嶋陽・横山由・島崎・入山
    - 「宣言」篇（2014年1月1日 - ）[512]
    - WEBCM チャレンジ動画VOL.1「今年の挑戦者は？」篇・VOL.2「川栄ってどんなコ？」篇（2014年1月1日 - ）
    - WEBCM チャレンジ動画VOL.4「川栄、ついに目覚める？」篇（2014年1月17日 - ）[513]
    - WEBCM チャレンジ動画VOL.5「こんな川栄、見たことない」篇（2014年4月）[514]
    - 「添削課題」篇・「WEBアテンション2」篇（2014年4月6日 - ） - 川栄・大島優・柏木・小嶋陽・高橋み・横山由[514]
- バーンデストジャパンリミテッド[注釈 69]
  - WILLSELECTION「Disney Marie Collection」（2013年3月15日 - 9月） - 島崎・菊地あ[515]
- 日本放送協会
  - 「あなたはダレ押し? 私はBS押し！」キャンペーン（2013年3月20日 - 5月31日） - NHK BS選抜 AKB48 チームBS[516]
  - 『花燃ゆ』 第34回「薩長同盟！」告知CM（2015年8月17日 - 8月23日） - 下尾・下青木[517]
- ハウス食品
  - 母の日カレー「母の日にAKB48と」篇（2013年5月1日 - 5月12日） - 大島優・渡辺麻・柏木・篠田・小嶋陽・島崎・中塚
  - 2013キャンペーン「スペシャルナイト告知」篇（2013年7月5日 - 8月中旬） - 大島優・渡辺麻・柏木・篠田・小嶋陽・島崎・武藤十
  - 夏野菜×カレー「地産地消」篇（2013年7月26日 - 9月） - 大島優・渡辺麻・柏木・篠田・小嶋陽・島崎・武藤十[注釈 70]
- 集英社
  - 集英社文庫「ナツイチ」キャンペーン（2013年） - 15代目メインキャラクター、AKB48メンバー85名[518]
    - ナツイチ選抜（メインビジュアル） - 渡辺麻・大島優・島崎・横山由・高橋み・篠田・小嶋陽
- 大江戸温泉物語
  - サポーターユニット「高橋みなみと温泉娘」 - 高橋み・岩田・加藤玲・小嶋真・西野
    - 「宿泊」篇[519]、「夕食」篇[520]、「湯船」篇[521]、「浴衣」篇[522]

  - サポーターユニット「高橋みなみと二代目温泉娘」 - 高橋み・木﨑・大和田・向井地・大島涼
    - 「劇場」篇[523]
- 小学館
  - AKB48グループオフィシャルカレンダー（2013年10月 - ）[405][524]
- カルチュア・コンビニエンス・クラブ
  - TSUTAYA30周年 冬の生誕大感謝祭
    - 「TSUTAYAだけ」篇、「TSUTAYAは30歳」篇（2013年12月10日 - ） - 小嶋陽・小嶋真・岡田奈[525]
- ディップ
  - バイトルドットコム
    - 「卒業」篇（2014年1月27日 - 5月下旬） - 大島優・高橋み・小嶋陽・渡辺麻・小嶋真・岡田奈・高橋朱

  - バイトル[526][527]
    - 「ライブ告知」篇、「サービス機能」篇（2014年6月25日 - 7月中旬） - 渡辺麻・柏木・松井珠・山本彩・島崎+SKE48（松井玲）+HKT48（指原）[528]
    - 「神7・バイトAKB募集告知」篇（2014年8月11日 - 9月下旬） - 渡辺麻・柏木・松井珠・山本彩・島崎+SKE48（松井玲）+HKT48（指原）
    - 「バイトルローテーション」篇（2014年10月27日 - 12月・2015年2月 - 3月） - 渡辺麻・指原（HKT48）・小嶋陽・松井珠・宮脇・大島涼・岡田奈・木﨑・向井地・川本+バイトAKB[注釈 71][529]
    - 「ライブ告知」篇（2015年6月22日 - 終了） - 指原（HKT48）・柏木・渡辺麻・高橋み・松井珠・山本彩・宮脇[530]
    - 「満足度No.1」篇（2015年7月5日 - 終了） - 指原（HKT48）・柏木・渡辺麻・高橋み・松井珠・山本彩・宮脇[531][532]
    - 「恋のバイトル」篇（2015年9月1日 - 終了） - 指原（HKT48）・柏木・渡辺麻・松井珠・山本彩・宮脇・宮澤（SNH48/SKE48）・横山由・渡辺美・兒玉[533]
    - 「バイトルで輝こう」篇（2016年1月12日 - 終了） - 指原（HKT48）・柏木・渡辺麻・高橋み・松井珠（SKE48）・山本彩・宮脇[534]
    - 「AKB仲間」篇（2016年6月13日 - ） - 指原（HKT48）・渡辺麻・柏木・松井珠（SKE48）・宮脇・横山由[535]
    - 「バイトAKBぱるる選抜レッスン」篇（2016年7月21日 - ） - 島崎+バイトAKB ぱるる選抜（繁藤冬佳・日出有香）[536]
    - 「AKBドキュメンタリー」篇（2016年7月28日 - ）[537]
    - 「（バイト）卒業前」篇（2016年9月12日 - ） - 指原（HKT48）・渡辺麻・松井珠（SKE48）・宮脇・島崎・横山由・向井地・加藤玲[538]

  - バイトルNEXT
    - 「NEXTステージ」篇（2016年10月4日 - ） - 指原（HKT48）・渡辺麻・松井珠（SKE48）・宮脇・島崎・横山由・向井地・加藤玲[539]
- 東日本旅客鉄道横浜支社
  - AKB48チーム神奈川×JR横浜線 新型車両導入キャンペーン（2014年2月 - 4月） - AKB48チーム神奈川（川栄・岡田奈・大島涼）[540][541]
- アディダス ジャパン / アルペン
  - FIFAワールドカップ ブラジル「adidas『円陣プロジェクト』」アンバサダー（2014年3月3日 - ） - 大島優・岡田奈・小嶋真・西野[542]
- 任天堂
  - JUST DANCE Wii U 「みんなで恋チュンダンス」篇（2014年4月） - 渡辺麻・島崎・小嶋真・西野
  - 大乱闘スマッシュブラザーズ for Nintendo 3DS「だれでも参戦!!」篇（2014年9月7日 - 10月下旬） - 渡辺麻・柏木・高橋み・小嶋陽・島崎・峯岸・横山由・川栄ほか[注釈 72]
- 花王
  - フレグランスニュービーズ「AKB48は知らなかった。」篇（2014年4月25日 - 8月下旬） - 大島優・渡辺麻・高橋み・島崎・横山由[543]
- LINE 『LINE×AKB48グループ コラボプロジェクト』（2014年5月1日 - ）[544]
- ストラテジーアンドパートナーズ
  - AKB48 ついに公式音ゲーでました。「神曲を、叩こう。」篇（2014年5月17日 - ） - 入山・高橋み・加藤玲・高橋朱・渡辺麻・岡田奈[545]
- ダーツライブ
  - 『DARTSLIVE×AKB48 ダーツに挑戦!』プロジェクト（2014年） - 中西智・中村麻・武藤十・相笠・小嶋真・田野・伊豆田・小笠原・高橋朱・加藤玲・木﨑・向井地[546][547]
  - DARTSLIVE2 AKB48 COUNT-UP（2014年8月26日 - 9月30日）[548]
- トヨタ自動車
  - TOYOTOWN
    - プリウスPHV「郵便配達の妹」篇（2014年6月16日 - 12月下旬） - チーム8全員+HKT48（指原）
    - ザ・セールスプロモーション「説教」篇・「スタンプ」篇・「キャッシュバック」篇 - チーム8[549]
    - ザ・セールスプロモーション「トリプルアシスト」篇（2014年9月8日 - 12月下旬）- 渡辺麻+HKT48（指原）[549]
    - ザ・セールスプロモーション「心のプラカード」篇 - 渡辺麻+HKT48（指原）ほか

  - 第52回技能五輪全国大会 トヨタ自動車選手応援ポスター（2014年11月25日 - ） - チーム8[550]
  - トヨタ 新型PASSO
    - トヨタVer.「新型パッソ×AKB48チーム8オリジナルストーリー」・AKB48Ver.「オシャレパッソでナニスル？」（2018年12月12日 - ） - 太田奈・岡部・小田・倉野尾[551]

  - トヨタレンタカー（2019年6月22日 - ） - チーム8[552][553]
    - 「10秒プレゼン」篇（7エリア[注釈 73]バージョン）
    - 「全国どこでもトヨタレンタカー 47都道府県」各篇
- GMOドメインレジストリ
  - お名前.com×AKB48「東京のドメイン誕生。『.tokyo』[554]」篇（2014年7月21日 - 8月下旬・10月下旬 - 2015年1月下旬） - 渡辺麻・柏木・高橋み・小嶋陽・島崎[555]
- 7gogo
  - 『755』
    - 「AKB48と話せる時代になった」篇（2014年12月26日 - ） - 高橋み・柏木・小嶋陽・渡辺麻[556]
    - 「AKB48選抜総選挙」篇 （2015年5月30日 - 6月6日）[557]
- テレビ大分
  - TOS開局45周年記念 笑顔の目次キャンペーン（2014年12月 - 2016年）[558][559]
- アルペン
  - アルペン / スポーツデポ
    - 「大胆でSNOW」篇・「ホットでSNOW」篇（2014年12月 - ） - 大島優・岡田奈・小嶋真・西野[560][561]

### 2015年以降開始の企業・団体
- 新生銀行
  - 新生銀行カードローン レイク（現：レイクALSA）
    - ボクにはボクの使い方 ボクのレイク[562][563]
      - WEB限定CM（2015年2月1日 - 終了） - 柏木・高橋み・横山由・倉持・北原・峯岸
      - 「ボクは毎日コンビニ」篇（2015年2月1日 - 終了） - 柏木
      - 「ボクはスグって感じ」篇（2015年2月1日 - 終了） - 高橋み
      - 「ボクは何でもスマホ」篇（2015年2月1日 - 終了） - 横山由
      - 「ボクにはボクの都合」篇（2015年2月1日 - 終了） - 北原
      - 「ボクの勝手ですいません」篇（2015年2月1日 - 終了） - 倉持・峯岸
      - 「みんな何かのパーリーピーポー」篇・「なんでもシェア」篇（終了） - 武藤十
      - 「なんでもメールって」篇（終了） - 横山由
      - 「自転車でカラオケ」篇・「とことん打ち込めるひと」篇・「ずっと社長が夢」篇（終了） - 高橋み
      - WEB限定CM・電車内CM（2016年2月 - 終了） - 武藤十・木﨑・横山由
      - 「ポイントでつむぐ愛」篇（2016年3月 - 終了） - 横山由
      - 「バカップルなんて」篇・「どっちのヤバイ？」篇（2016年3月 - 終了） - 木﨑
      - 「じわじわくる幸せ」篇（2016年4月 - 終了） - 武藤十
      - 「キミの動画好きだけど…」篇（2016年4月 - 終了） - 横山由
      - 「あいつはサッ、パッ、ピッ、」篇（2016年4月 - 終了） - 木﨑
- Tポイント・ジャパン
  - AKB48グループ×Tカード（2015年4月） - 島崎+SKE48（松井珠）+NMB48（白間）+HKT48（宮脇）[564]
- グノシー
  - AKB48×グノシー「あの人もグノシー 島崎遥香」篇（2015年5月20日 - 6月） - 島崎・加藤玲・坂口渚・中野・向井地[565]
- ガーラジャパン
  - フリフオールスターズ「AKB48登場！」篇（2015年6月5日 - ） - 渡辺麻・柏木・島崎[566]
- 厚生労働省 「スマート・ライフ・プロジェクト」応援団（2015年9月1日 - ） - チーム8[567]
  - 健診・検診受診促進ポスター（2015年9月 - ）
- 47CLUB AKB48 Team 8 × 47CLUB ご当地!ごはんの友達コレクション（2015年9月11日 - 2016年3月31日）[568]
  - 「祝2016年!今年もよろしくね」キャンペーン（2015年12月21日 - 2016年1月10日）[569]
  - 「HAPPY バレンタイン♡いつも応援ありがとう」キャンペーン（2016年1月15日 - 2月5日）[570]
  - 「モリモリごはんを食べて 新生活頑張って!」キャンペーン（2016年2月15日 - 3月30日）[571]
- グラクソ・スミスクライン・コンシューマー・ヘルスケア・ジャパン
  - ブリーズライト（R）でいい夢見よう（2015年10月9日 - 2016年3月31日） - 武藤十・木﨑・向井地[572]
- ローソン
  - AKB48 10周年記念 AKB48キャンペーン（2015年12月8日 - 2016年3月31日） - 入山・大和田・高橋み・谷口め・横山由・峯岸・向井地・武藤十・大島涼・柏木・加藤玲・木﨑・渡辺麻・岡田奈・川本・小嶋真[573]
  - AKB48のあっつアツ♡届けたいキャンペーン（2017年8月28日 - 9月25日）[注釈 74] - 渡辺麻・横山由・高橋朱・岡田奈[574][575]
- 愛眼
  - 「ガンガン！アイガン！」キャンペーン（2016年1月1日 - 3月31日） - 高橋み・横山由・高橋朱[576][577]
- 日本マクドナルド
  - クルーになろう。キャンペーン（2016年3月16日 - ） - 横山由・岡部・行天・佐藤七・山田菜・坂口渚・横道・中野・倉野尾[578][579]
  - おてごろセット マクドナルド×AKB48 45thシングル 選抜総選挙応援キャンペーン（2016年6月6日 - 30日）[580]
  - 「青いマックの日」チャリティーイベント（2024年10月20日） - 19期研究生[581]
- 石川県 能登地域4市5町[注釈 75]
  - 北陸新幹線開業1周年 能登祭り「AKB48 Team 8の能登推しキャンペーン」（2016年4月29日 - 7月10日） - 小栗・北玲・近藤萌・長・橋本陽[582][583][584]
- 朝日新聞社 / 朝日放送
  - バーチャル高校野球（2016年） - 公式応援キャラクター（チーム8）[585]
    - CM（2016年6月 - ）[586]
- トヨタレンタリース栃木（とちぎテレビ『イブニング6Plus』内）
  - AKB48 Team 8×トヨタレンタリース栃木 夏の観光スポットへGO!キャンペーン（2016年7月16日 - 8月31日） - 本田仁・岡部・清水[587]
  - 恋とちドライブ！「プレデスティネーションキャンペーン」（2017年4月3日 - ） - 本田仁・清水[588]
  - 語ろう、仲間と。「温泉」篇「キャンプ」篇（2018年4月9日 - ） - 本田仁・清水・小田・佐藤栞・太田奈[589]
- ヤフー
  - Yahoo! Wi-Fi ポケットWiFi 506HW（2017年4月 - ） - 久保怜・佐藤妃・山邊[590]
    - AKB48から秘密のメッセージ「Yahoo! Wi-Fi 506HW」篇（2017年9月）

  - Yahoo! Wi-Fi ポケットWiFi 502HW（2017年4月 - ） - 岡田奈・小嶋真・向井地[590]
    - AKB48から秘密のメッセージ「Yahoo! Wi-Fi 502HW」篇（2017年9月）
- ライフカード
  - AKB48×LifeCARD 君のAKBライフがもっと楽しくなる！AKBライフ（2017年4月15日 - ） - 岡田奈・柏木・高橋朱・向井地・武藤十・横山由・渡辺麻[591]
- 沖縄ファミリーマート
  - 結プロジェクト「家族家 国道508号線「結」AKB48」篇（2017年6月） - AKB48、SKE48、HKT48、NMB48、NGT48、STU48、BNK48[592]
- ウェーブコーポレーション
  - Spa treatment（2017年6月23日 - ） - 渡辺麻・柏木・村山・谷口め・篠崎[593]
- JSPO（公益財団法人日本スポーツ協会） 「フェアプレイで日本を元気に」キャンペーン 応援団（2017年7月6日 - ） - チーム8[594]
- すかいらーく
  - ガスト×AKB48グループ あの頃がいっぱい AKB48 コラボキャンペーン（2017年10月4日 - 10月31日） - 横山由+SKE48（松井珠）+NMB48（白間）+HKT48（松岡はな）+NGT48（荻野由佳）[595]
  - バーミヤン×AKB48グループ あの頃がいっぱい AKB48 コラボキャンペーン（2017年10月4日 - 10月31日） - 向井地+SKE48（小畑優奈）+NMB48（吉田朱里）+HKT48（宮脇）+NGT48（加藤美南）[595]
- グロービートジャパン
  - らあめん花月嵐「黄金の味噌ラーメン辛紅の薔薇 Beauty and Hot」（2017年） - 入山・中西智[596]
- 全国カラオケ事業者協会
  - カラオケで復興支援『掌が語ること』キャンペーン（2017年10月17日 - 11月30日）[597]
- 京成電鉄
  - 京成電鉄×AKB48武藤姉妹コラボ スカイライナー 2500万人達成記念#ハッシュタグキャンペーン（2017年11月2日 - 2018年3月15日） - 武藤十・武藤小麟[598]
- グアム政府観光局
  - 「#instaGuam」キャンペーン（2017年12月4日 - ） - 公式インスタグアマー[599]
    - 「インスタグアム」篇・「インスタグアム・ビーチヨガ」篇・「インスタグアム・ハンバーガー」篇（2018年1月22日 - 2月4日） - 関西・中京・福岡・仙台エリア[600]
- マイナビ
  - マイナビ賃貸「知らないの？」篇（2018年1月13日 - ） - 小栗・久保怜・谷口め・樋渡・福岡[601]
- バニラ・エア
  - バニラエア×AKB48チーム8 奄美群島キャンペーン（2018年1月29日 - 3月31日） - チーム8（小栗・岡部・倉野尾・山田菜々美）[602]
- 日本赤十字社九州ブロック血液センター 献血推進キャンペーン「とりま、献血！」（2018年2月15日 - ） - 川原・倉野尾・谷口も・山田杏・吉田[603]
- MRO北陸放送（2018年4月1日 - ） - 平野ひかる・小栗・長[604]
- アイア
  - AKB48 アルカナの秘密（2018年4月20日 - ）[605]
    - 「役成立」篇 - 倉野尾・小栗・岡部
    - 「チェイン」篇 - 峯岸・小嶋真・川本
    - 「アイテムGET」篇 - 村山・浅井・山内瑞
    - 「コール篇」 - 横山由・向井地・込山
- アクアクララ
  - サプライズでしあわせお届けキャンペーン（2018年11月1日 - 2019年8月8日） - 小栗・柏木・加藤玲・福岡・向井地・武藤十・横山由[606]
- 三陸鉄道
  - 応援大使（2019年8月1日 - ） - 後藤・田口・千葉・込山・湯本・谷口め[607][608]
- KUMON
  - 「やっててよかった公文式 アイドル姉妹」篇（2020年1月 - ） - 武藤十・武藤小[609]
- SMALL WORLDS
  - 「SMALL WORLDS TOKYO」アンバサダー（2020年11月 - ） - 岡部・清水・小田[610]
- 日中合作アニメ『LALALACOCO』アンバサダー - 久保怜・佐藤美・鈴木く・長友・田口・西川怜[268]
- アールビー・フーズ
  - 「RB Foodsタピオカドリンク」応援アンバサダー（2021年） - IxR
    - 「おうちでタピオカ！IxR×タピオカ スペシャルキャンペーン」（2021年2月6日 - 8月5日）[611]
    - 「タピオカ飲んでIxRを応援！」（2021年7月22日 - 8月31日）[612]
    - 「IxR×タピオカ ステッカーキャンペーン」（2021年8月1日 - 31日）[613]
- クレディセゾン
  - 「SAISON CARD Digital」とコラボレーション - IxR[614]
- 17LIVE
  - 17LIVE「イチナナイチオシ！話題のあの人」篇（2021年6月25日 - ） - 岡田奈・谷口め・長友・武藤十・村山 +西川貴教[615]
- ABCマート
  - AKB48 х new balance327 「好きな人と、327」
    - Web CM「ニューバランス327 Walking Dance」篇（2021年9月22日 - ） - 岡田奈・小栗・本田仁・岡部・久保怜・倉野尾・下尾・向井地・武藤十・村山・山内瑞・横山由[616]

  - AKB48 × new balance996 「ずっと一緒に996」ビジュアルモデル（2021年11月10日 - ） - 岡田奈・小栗・本田仁・山内瑞・下尾・大西・向井地・千葉[617][618]
  - AKB48 × newbalance AKB48 × MR530「カコイチカワイイ」ビジュアルモデル（2022年4月14日 - ） - 岡田奈・小栗・千葉・本田仁・村山・山内瑞[619][620]
- あの子のとなり展 -just another love story in a classroom-（2021年9月26日 - 10月2日、3331 Arts Chiyoda クリエイティブスペース 101）アンバサダー - 大盛・久保怜[621]
- オルトプラス
  - AKB48 バトルフェスティバル × リアル謎解きゲーム in 秋葉原〜ネコにニャったメンバーをすくえ〜（2021年10月16⽇ - 12⽉16⽇、秋葉原各店舗）[622][623]
- 鳥取県
  - とっとりの梨食べ大使[624]
- 静岡県
  - ヒガナン・アンバサダー（大使） - 橋本陽・山根涼羽[625]
- ピップ
  - ピップエレキバン 50周年アンバサダー - 倉野尾・下尾[626]
- RAVIJOUR
  - AKB48 × RAVIJOUR 公式アンバサダー - 柏木・村山・下尾[627][628][629]
- ヤクルト本社
  - WEB限定CM 「Yakult（ヤクルト）1000」（2022年9月19日 - ）[630]
- セガ
  - ネットワーク対戦麻雀ゲーム『MJ』シリーズとコラボ（2022年11月28日 - 12月18日）[631]
- ウエルシアグループ
  - ウエルシアグループ×AKB48タイアップキャンペーン（2023年2月6日 - 3月31日）[632]
  - WAONPOINT導入記念キャンペーン 夏の感謝還元祭り（2023年7月25日 - 8月31日）[633]
- ユニクロ
  - 「ユニクロ ヨドバシAkiba店」オープン記念企画（2023年4月） - 柏木・向井地・本田仁・平田侑[634]
- 伊東市
  - 第12回全日本まくら投げ大会in伊東温泉 公式アドバイザー（2024年2月24日 - ） - 工藤華純・久保姫菜乃・成田香姫奈[635]
  - 第13回全日本まくら投げ大会in伊東温泉 公式アンバサダー（2025年2月22日 - ） - 18期研究生[636]
- 丸井織物
  - Up-T（2024年4月11日 - ） - AKB48（ひろゆきとともにイメージキャラクター）[637]
    - CM - ひろゆき・小栗・大盛・佐藤綺星・山内瑞・平田侑・長友・山﨑・徳永羚海・橋本恵理子・正鋳真優・布袋[638]
      - 「ひろゆき×AKB48 合いの手」編
      - 「それってあなたの感想ですよね？」編
      - 「なんすか？だめすか？」編
      - ビジネススキル編

    - CM - 大盛・小栗・佐藤綺・下尾・千葉・平田侑・徳永・正鋳・山内瑞・山﨑・八木愛月・伊藤百[639]
      - 「世界中をプリント」篇
      - 「AKB48グループ UP-Tダンス」篇
      - 「AKB48 UP-Tダンス」篇
- ベルク / ニップン
  - ベルク×ニップン「AKB48 17期生 もちっとおいしいコラボキャンペーン」（2024年5月19日 - 6月14日）[640]
  - AKB48×オーマイプレミアム「もちっと♡むぎゅっとおいしいパスタキャンペーン」（2025年5月1日 - 31日）[641]
- ラウンドワン
  - 『AKB48』 × ROUND1 コラボキャンペーン（2025年3月10日 - 5月11日）[642][643]
- やっぱりステーキ
  - AKB48 × やっぱりステーキ期間限定アニバーサリーコラボ（2025年4月12日 - 5月11日）[644]
- 東京メトロ
  - メトロポイントクラブ × AKB48コラボキャンペーン（2025年6月17日 - 7月14日）[645]
- JA全農
  - ニッポンエール（2025年8月 - ）[646]

## ネット配信
配信中
- AKB48 LIVE!! ON DEMAND（2009年1月22日 - 、DMM.com） - AKB48劇場での公演を生配信し、当日23時よりアーカイブ作品としてオンデマンド配信。
- AKB48グループ REVIVAL!! ON DEMAND（2015年12月21日 - 、DMM.com） - AKB48・SKE48・NMB48・HKT48・NGT48 LIVE!! ON DEMANDにて配信された劇場公演映像を対象としたリバイバル・オンデマンド配信。
- AKB48 16期生のけん生!（2018年3月18日 - 、ニコニコ生放送） - 16期生[647]
- Live Shop! UNEEDNOWチャンネル（2018年6月28日 - 、Live Shop!）[648]
- AKB48ゲーム部 ゲームレポーターへの道!（2018年12月27日 - 、OPENREC.tv） - 後藤・武藤十・下口・佐々木[649]
- AKB48メドピア調査隊（2020年1月10日 - 、MedPeer Channel） - 西川怜・田口愛佳・大盛真歩[650]
- AKB48×日経テレ東大学「ビジネスパーソンのための心理学」（2021年6月27日[651] - 、「日経テレ東大学」YouTubeチャンネル[652]） - 小栗+AKB48メンバー2名[653]
- ハニハモ♪パジャパごはん（2021年7月8日 - 、cookpadLive） - Honey Harmony[654]
- AKB48 17（いーな）研究所!（2022年7月10日 - 、ニコニコチャンネルプラス） - 17期生[655]

終了分
- AKB48 LIVE!! ON DEMAND（2008年10月1日 - 2009年1月31日、NETCINEMA.TV） - AKB48劇場での連日の公演を当日23時より配信
- AKB48 ネ申テレビイチオシ企画（2009年2月20日 - 9月7日、GyaO） - 高橋み・前田敦・秋元・小野・浦野が推薦
- 美人時計 「野菜一日これ一本」キャンペーン（2011年7月4日 - 8月3日、bijin-tokei・Yahoo!プライムディスプレイ）[656]
- AKB48のただ今、移動中!（2015年4月5日 - 6月28日、Hulu） - AKB48グループメンバー
- 先輩に敬意を表しつつこれからのAKBは私たちが作らなければならないと声高らかに叫びたい（2015年4月7日 - 6月30日、アメスタ）
- AKB24時間ちゃんねる presented by Hulu（2015年9月20日 - 21日、Hulu・日テレオンデマンド 特設ページ）[注釈 76][657][658]
- AKB48の今夜は仕切りたいッ（2015年10月6日 - 12月22日、Hulu） - AKB48グループメンバー
- AKB48 Team8!! 2015夏 全国縦断! 島田★中村★中西のTeam88ラッチ!!（2015年11月9日 - 12月25日、LoGiRL） - 島田・中村麻・中西智+チーム8メンバー1名[659][660]
  - スクープ8見! 88ラッTeam 8!!（2015年11月20日 - 12月25日、LoGiRL） - 島田・中村麻・中西智が週替わりで担当+チーム8メンバー3名[注釈 77][661]
- AKB48劇場10周年記念トーク（2015年12月10日、LINE LIVE） - 渡辺麻・柏木・加藤玲[115]
- 8（エイト）がやらねば誰がやる!（2016年1月15日 - 2017年3月31日・2019年7月1日 - 2023年4月26日、logirl） - チーム8[662][663]
- AKB48「君はメロディー」発売記念番組! 「LINEでつながれ! コメントスペシャル」（2016年3月8日、LINE LIVE） - 横山由・柏木・木﨑・向井地[664]
- みゃおの部屋（2016年4月21日 -  2022年2月17日、SHOWROOM） - 宮崎+AKB48グループメンバー[665]
  - こみの部屋（2018年4月12日 - 9月6日） - 込山+AKB48メンバー[注釈 78]
- AKB48のやり過ぎ!大阪小旅行!〜USJコラボ記念SP〜（2016年6月24日 、AbemaTV）[666]
- AKB48のオールナイトニッポン超直前スペシャル!（2016年8月24日 - 2019年3月28日、SHOWROOM）[667][668]
- AKB48総選挙DVD発売記念スペシャル!（2016年9月16日 - 29日、SHOWROOM） - NGT48（加藤美）+AKB48グループメンバー[669]
- 目指せ!レギュラー帯番組「AKB48の君、誰?」トライアル（2016年9月26日 - 30日、SHOWROOM）[670]
- AKB48の君、誰?（2016年10月31日 - 2018年4月20日、SHOWROOM）[671]
- Road to W.I.P.（2016年12月15日 - 2017年3月31日、テレビ朝日『豆腐プロレス』公式サイト〈YouTube・tvasahi公式チャンネル〉）
- AKB48の明日よろしく!（2017年1月19日 - 2022年5月31日、SHOWROOM） - AKB48グループメンバー[672]
- ウラチャンネル 〜尺が入らなくてすみません。〜（2017年1月28日 - 4月1日、Hulu） - チーム8
- OVER THE TOP（2017年4月7日 - 7月7日、テレビ朝日『豆腐プロレス』公式サイト〈YouTube・tvasahi公式チャンネル〉）
- ROAD to WIP CLIMAX（2017年7月15日 - 8月28日、YouTube・AKB48公式チャンネル）
- #AKB愛 総選挙 〜2017〜 & Music Video Selection（2017年11月19日、AbemaTV）[673]
- 猫舌SHOWROOM（2018年6月22日 - 2019年2月22日、SHOWROOM） - AKB48グループメンバー[注釈 79]
- 緊急特番「OUC48のワンモ〜レシピ」（2020年5月14日 - 6月10日、YouTube）[674]
- まいにちAKB48ニコ生編（2020年5月29日 - 6月2日、ニコニコ生放送）[675]
- #イメチェン48（2020年7月28日 -  2021年7月21日、YouTube） - 小田+AKB48メンバー[676]
- MUSIC GATE Vol.3（2020年9月20日 - 22日、LIVE GATE） - 浅井・行天・村山[677]
- MUSIC GATE Vol.4 AKB48秋祭り（2020年10月25日、LIVE GATE） - TinTlip・チーム8選抜[678]
- AKB48劇場15周年記念配信（2020年12月8日）[679]
- LIVE-X：AKB48チーム8 スペシャルクリスマスLIVE!（2020年12月20日、Thumva / Streaming+） - チーム8 LIVE-X選抜[680]
- おうちでメンバーリクエストアワー2021（2021年1月22日 - 24日、17LIVE）[681]
- AKB48 どっちが食べたい?手作りバレンタインバトル!（2021年2月12日 - 14日、17LIVE）[682]
- AKB48グループ「東日本大震災復興支援配信〜誰かのためにプロジェクト2021〜」（2021年3月11日、YouTube）[683][684]
- ホワイトデーだよ!ありがとう大作戦!（2021年3月13日 - 14日、17LIVE）[685][686]
- 2021年新成人メンバー成人式&スペシャルアフタートーク（2021年3月21日、17LIVE）[687]
- Everyday イチナナ配信（2021年4月22日 - 5月21日、17LIVE） - AKB48[688]
- AKB48のおもてなし修行!〜西川貴教さんいらっしゃい!〜（2021年7月28日、17LIVE）[689]
- あなたはなぜ、アイドルになったんですか?（2021年8月24日 - 2022年、Paravi）[690]
- テレビ東京夏フェス2021「AKB48!妄想まんが部」（2021年9月5日、PIA LIVE STREAM）[691]
- AKB48全員集合!17時間配信（2021年9月19日、17LIVE）[692]
- TIME TRAVELER -HALLOWEEN NIGHT from Chiyogasaki Hodai Ato-（2021年10月30日、YouTube：横須賀市公式チャンネル・Seventeen公式・KureiYuki's / クレイユーキーズ公式） - 小田・大盛・鈴木く・下尾・田口・西川[693]
- AKB48広報 山根涼羽と○○な2人（2021年11月2日 - 2022年1月25日、17LIVE） - 山根涼羽 +AKB48メンバー2人[694]
- Everyday ワンセブン配信（2021年11月5日 - 26日、17LIVE） - AKB48[695]
- タクシー運転手さん 一番うまい店に連れてって! AKB48編（2022年4月7日、Paravi） - 込山・長友・岩立・大盛・向井地・茂木[696]
- AKB48のSHOWROOMセンバツ!（2022年10月5日 - 2023年3月14日、SHOWROOM）[697]
- 集まれ!まるまるAKB。（2023年5月24日 - 2024年3月27日、logirl） - AKB48[698]

### 配信ドラマ
- SUZUKIワゴンR presents 喫茶ベルサイユ（2007年3月14日 - 5月7日、Yahoo!動画） - チームK[注釈 80]
- マジすか学園5（2015年8月25日 - 10月27日、Hulu）[注釈 81][699] - 主演：島崎
- AKB48総選挙スキャンダル アキバ文書（2016年6月19日 - 7月17日、Amazonプライム・ビデオ）[700]
- CROW'S BLOOD（2016年7月23日 - 8月27日、Hulu） - 主演：渡辺麻・宮脇[701][702][注釈 82]
- THE SHOW TIME（2021年10月14日 - 27日、THE SHOW TIME 公式Twitter） - 北澤・岩立・清水・佐々木[705]

### 配信アニメ
- マッドボックスゾンビーズ（2013年、Next Media Animation Japan） - 渡辺麻・川栄・大場・岩田華・中村麻+SKE48（中西優香・古川・古畑・矢方美紀・岩永亞美）[706]
- マクドナルド「未来のワタシ」篇（2016年・2017年、日本マクドナルド） - 横山由・岡部・佐藤七・山田菜々美・行天・坂口渚・横道・中野・倉野尾[578][707][708]

## ミュージック・ビデオ
※AKB48の楽曲以外。
- サザンオールスターズ「天国オン・ザ・ビーチ」（2014年9月10日） - 渡辺麻・柏木・島崎・高橋み・小嶋陽+HKT48（指原）[709]
- WORLD ORDER「HAVE A NICE DAY」（2014年12月17日） - 渡辺麻・柏木・高橋み・松井珠・島崎・横山由・川栄

## OVA
- ICE（2007年） - ICE from AKB48（今井・小野・大島優・河西・佐藤夏）
- まりもの花 〜最強武闘派小学生伝説〜（2012年、「りぼんフェスタ2012」上映作品） - 柏木・宮澤[710]

## ゲーム
- 萌える麻雀入門 もえじゃん!（2008年10月23日、ハドソン） - チームB
- ファイブキングダム-偽りの王国-（2018年、CREEK & RIVER KOREA / リイカ） - 坂口渚・都築里佳（SKE48）・三田麻央（NMB48）[711]